# Saturn (console de jeux vidéo)
Vous lisez un « bon article » labellisé en 2019.
Pour les articles homonymes, voir Saturn.
La Saturn ou Sega Saturn (セガサターン, Sega Satān) est une console de jeux vidéo de cinquième génération commercialisée par Sega. Quatrième console de salon conçue par l'entreprise japonaise, succédant à la Mega Drive, elle sort le 22 novembre 1994 au Japon, le 11 mai 1995 en Amérique du Nord, le 7 juillet 1995,,,,, en Europe et une journée plus tard au Royaume-Uni, le 8 juillet. La Saturn est dotée d'une architecture intégrant huit processeurs, dont deux microprocesseurs, deux processeurs graphiques et deux dédiés à l'audio. Ses jeux sont édités au format CD-ROM et sa ludothèque se compose de nombreux jeux issus de l'arcade, ainsi que de titres originaux.
La conception de la Saturn débute en 1992, autour du nouveau processeur SH-2 conçu en collaboration entre Sega et Hitachi, dans le rôle de processeur central unique. Au fil de sa conception, celui-ci est doublé par un second SH-2, à l'instar du rajout du second processeur graphique personnalisé début 1994, afin de permettre à la console de rivaliser techniquement avec la PlayStation de Sony. La Saturn est initialement un succès au Japon, mais pas aux États-Unis où elle est commercialisée en mai 1995, soit quatre mois avant la date de sortie initialement prévue. Après les débuts de la Nintendo 64 fin 1996, la Saturn perd rapidement des parts de marché aux États-Unis et en Europe, où sa commercialisation est arrêtée en 1998. Au Japon, la console est exploitée jusqu'en 2000. Écoulée à 9,26 millions d'unités dans le monde, elle est considérée comme un échec commercial (malgré son succès au Japon).
La Saturn bénéficie de plusieurs jeux emblématiques, tels que Nights into Dreams, Sega Rally Championship, Daytona USA ou encore les séries Panzer Dragoon, Virtua Fighter et Virtua Cop. Pour autant, elle reçoit un accueil partagé des observateurs et des joueurs. Son architecture complexe rendant sa programmation difficile, le soutien limité des développeurs tiers de jeux vidéo et l'incapacité des équipes de développement de Sega à sortir un jeu de la série Sonic the Hedgehog, connu sous le nom Sonic X-treme, sont considérés comme les principaux facteurs des mauvais résultats de la console. La direction de l’entreprise japonaise est également critiquée pour ses prises de décision au cours du développement et de l'arrêt de la commercialisation de la console.

## Historique

### Contexte

#### Sega, une entreprise à succès mais endettée

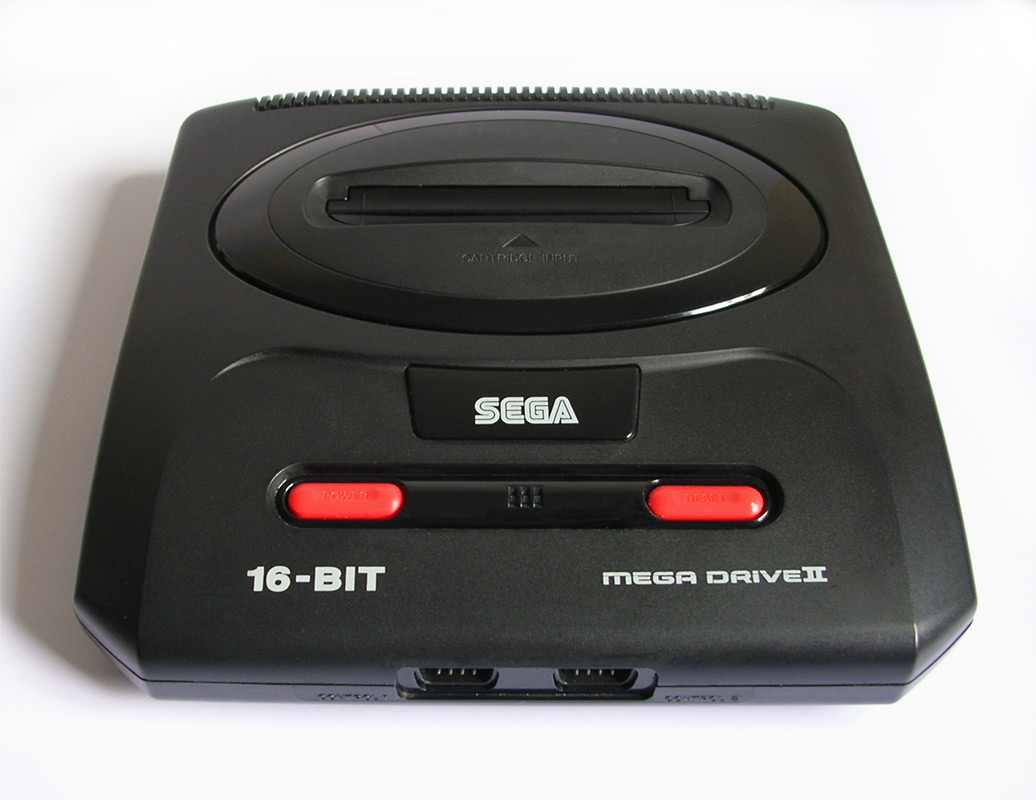
La Mega Drive représente le plus important succès commercial de l'histoire de Sega.

Sortie en 1988, la Mega Drive, connue sous le nom de Genesis en Amérique du Nord, marque l'entrée de Sega dans l'ère de la quatrième génération de consoles de jeux vidéo. Au milieu de l'année 1990, le directeur général de Sega, Hayao Nakayama, nomme Tom Kalinske en tant que directeur général de la filiale Sega of America. Celui-ci élabore un plan en quatre points pour optimiser les ventes de la Mega Drive : baisser le prix de vente de la console, créer une équipe basée aux États-Unis afin de développer des jeux destinés au marché américain, poursuivre les campagnes publicitaires agressives et vendre le jeu Sonic the Hedgehog avec la Mega Drive. Le conseil d'administration de Sega of Japan désapprouve d'abord cette stratégie, mais Hayao Nakayama accepte de réaliser les quatre points de ce plan, déclarant à Kalinske : « je vous ai engagé afin de prendre des décisions pour l'Europe et les Amériques, alors allez-y et faites-le »,. Lors de sa sortie dans le commerce, la presse spécialisée salue Sonic the Hedgehog comme étant l'un des meilleurs jeux jamais réalisés[réf. souhaitée] : les ventes de la console de Sega décollent, au point qu'une partie des consommateurs qui attendaient la sortie de la Super Nintendo préfèrent finalement acheter une Mega Drive. Cependant, la sortie du Mega-CD, appelé Sega CD en Amérique du Nord, un lecteur de CD-ROM périphérique à la console, s'avère commercialement décevante,.
Sega connaît également le succès avec les jeux d'arcade. En 1992 et 1993, le Model 1, un système d'arcade produit par Sega, est la vitrine de deux jeux développés par Sega-AM2 : Virtua Racing et Virtua Fighter, le premier jeu de combat en trois dimensions, jouent un rôle crucial dans la popularisation des graphismes en 3D polygonale,,,,,. Virtua Fighter recueille notamment des éloges pour son système simple de contrôle à trois boutons fondé sur les différences entre les personnages plutôt que sur la réalisation de combos difficiles comme ceux de ses concurrents en deux dimensions : ceux de Sega se manient et agissent différemment. Malgré ses visuels simples, avec des personnages composés de moins de 1 200 polygones, l'animation fluide de Virtua Fighter et sa représentation relativement réaliste des différents styles de combat donnent l'impression que les personnages du jeu sont vivants, ce qui est impossible à reproduire en utilisant des sprites,,. La Model 1 est un système d'arcade coûteux ; convertir ces jeux sur la Mega Drive exige plus que les possibilités de cette dernière. Plusieurs solutions permettent de porter des jeux d'arcade sur la Mega Drive, comme la puce Sega Virtua Processor, utilisée dans la cartouche de Virtua Racing, ou encore la 32X, une extension de la console.
Finalement, Sega of Japan s'affirme à partir de 1994 comme la filiale dominante de l'entreprise vidéoludique, d'autant que les dirigeants nippons désapprouvent les méthodes commerciales de Tom Kalinske, le directeur général de Sega of America. En effet, si elle connaît le succès grâce à la Mega Drive, Sega est désormais criblée de dettes, ce qui inquiète fortement les dirigeants japonais de Sega, plus conservateurs, qui ne comprennent pas la recherche continuelle du profit de la part des entreprises américaines.

#### Émergence des consoles de cinquième génération

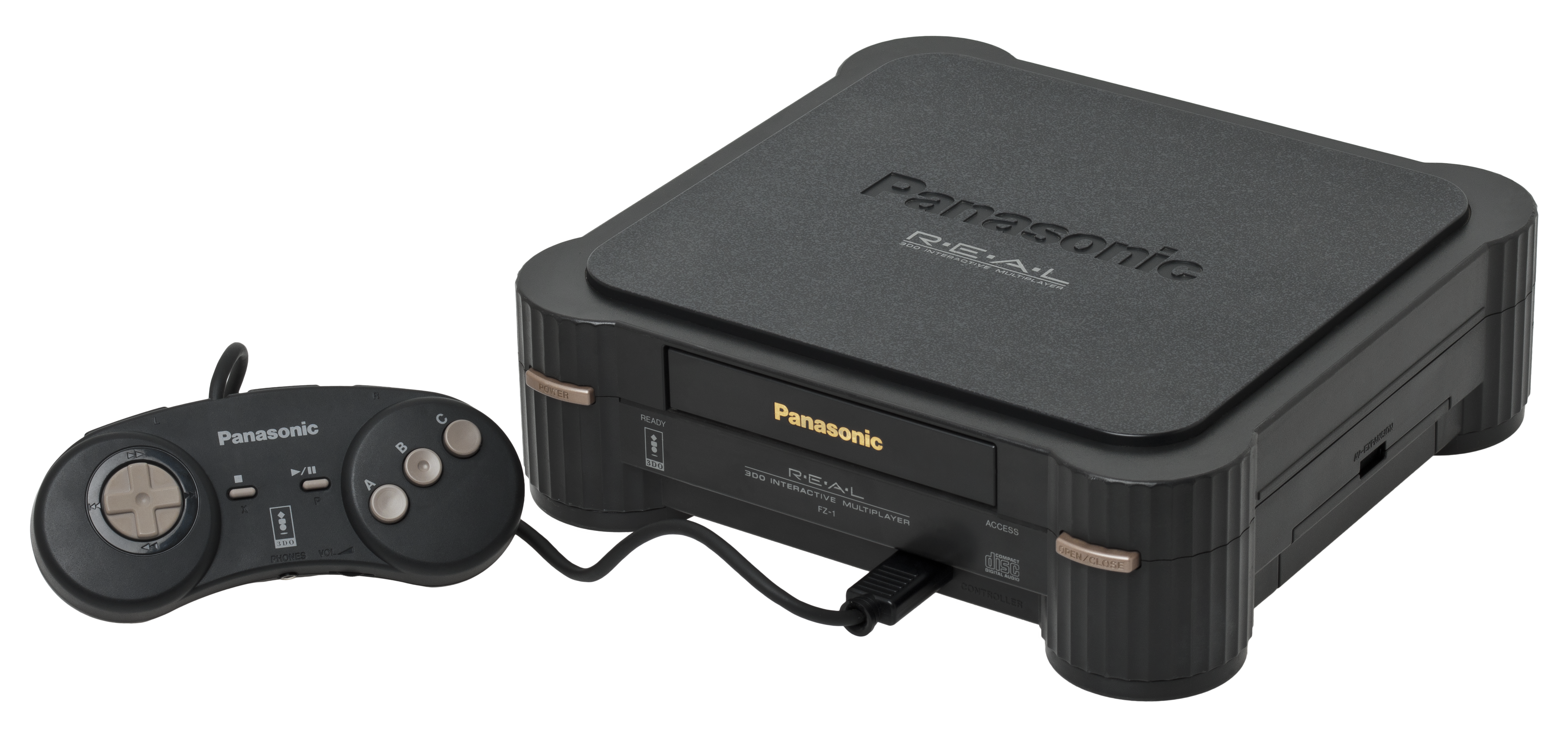
La 3DO Interactive Multiplayer est la première console 32-bits de l'histoire du jeu vidéo.

En 1993, Trip Hawkins, le fondateur de 3DO, commercialise la 3DO Interactive Multiplayer, la première console 32 bits de l'histoire du jeu vidéo. Dotée d'un lecteur de CD-ROM, le projet est soutenu par Matsushita et Goldstar, suivis de Samsung, AT&T et Toshiba, qui s'engagent à produire la console. Or, le prix élevé de la 3DO Interactive Multiplayer (700 dollars) et les relais médiatiques consacrés au développement des nouvelles consoles produites par la concurrence en font un échec commercial.
De son côté, dès 1988, Nintendo travaille sur la mise au point d'un lecteur CD-ROM à destination de la Super Nintendo, et en confie la conception à Sony. Le projet est nommé « Play Station ». Or, si Nintendo souhaite que la console ne lise que les CD-ROM dédiés à la Super Nintendo, ce n'est pas le cas de Sony qui projette de produire ses propres jeux ; ceux-ci seraient alors compatibles avec la console de Nintendo. Ainsi, en 1991, Sony se dit prête à accorder une licence de production de jeux Play Station à toutes les entreprises intéressées par le projet. Courroucée par cette annonce, Nintendo, qui souhaite garder l’exclusivité sur la production des jeux de sa console, annonce signer un partenariat avec Philips pour la conception du lecteur CD-ROM de sa console 16 bits.
Dans un contexte concurrentiel, un futur prétendant souhaite s'investir dans le marché du jeu vidéo et prend contact avec des acteurs importants du marché des consoles. C'est ainsi qu'au début des années 1990, des responsables de Sony approchent ceux de Sega dans l'idée d'associer leurs talents pour la création d'une nouvelle console en remplaçante de la Mega Drive : Sony doit s'occuper du hardware, autrement dit de la conception de la console, et Sega, des jeux. Cela doit permettre de limiter les risques et les coûts tout en permettant de dégager des bénéfices selon Tom Kalinske, qui croit alors en ce rapprochement. Finalement, le conseil d'administration de Sega rejette cette possible collaboration.
Sega travaille également de façon indépendante à la production d'une console 32-bits, dont le système technique est basé sur le System 32, un système pour borne d'arcade dont les performances graphiques impressionnent à l'époque. C'est à partir de cette technologie fondée sur les salles de jeux que Sega projette de concevoir sa nouvelle console de salon.

### Développement

#### «Système solaire»de Sega

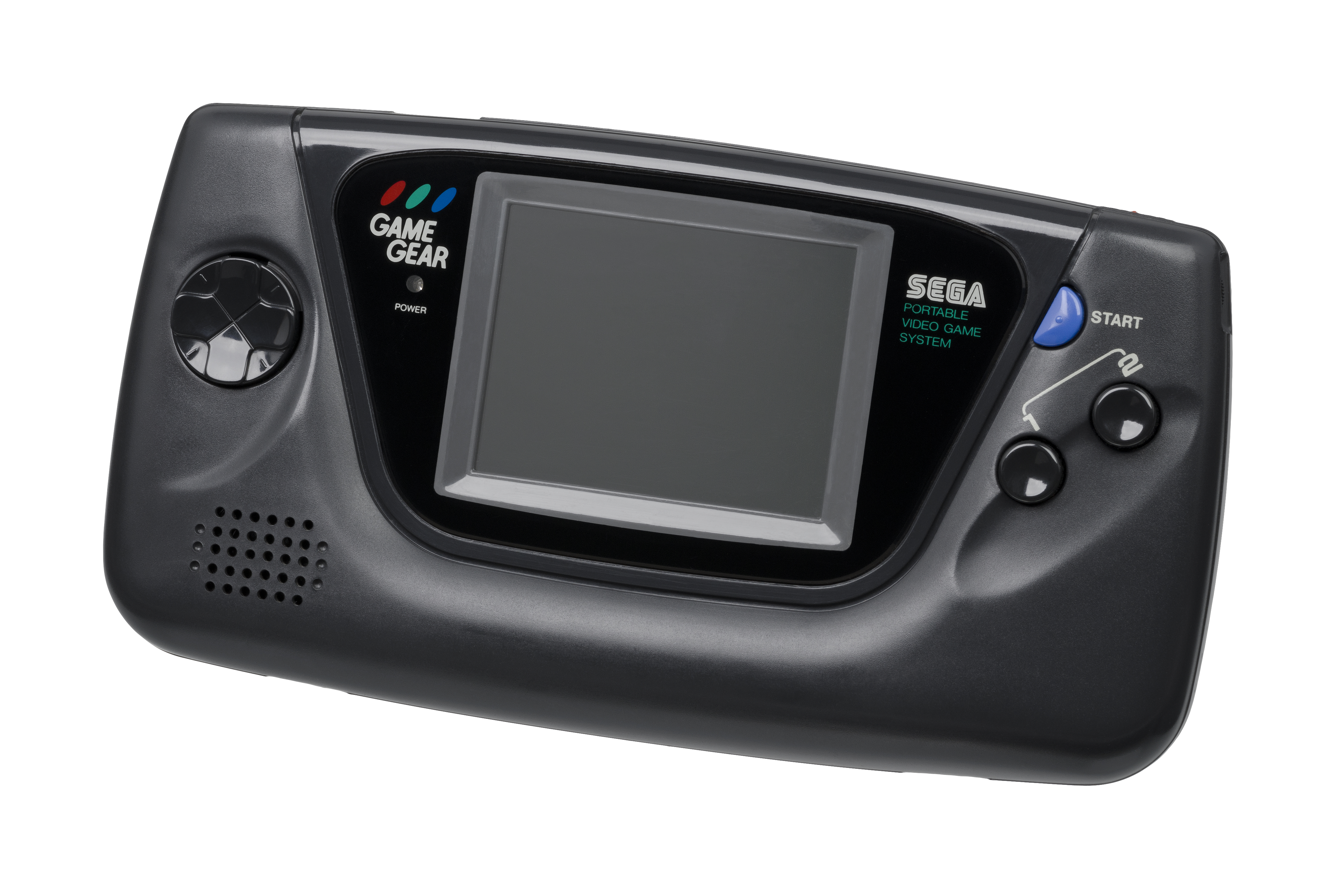
La Game Gear, sortie en 1990, est la première console de Sega à avoir comme nom de code un nom de planète.

Afin de concurrencer la Super Nintendo et la Jaguar produite par Atari, Sega réfléchit au début des années 1990 à trois projets de consoles censées incarner le futur de la console de salon. Si certaines sont des évolutions de la Mega Drive, d'autres sont des projets de consoles à part entière. Ces projets répondent chacun à un nom de code faisant référence à une planète du système solaire située derrière la Terre, par opposition aux consoles portables développées par Sega, dont les noms de code s'appuient sur les planètes placées entre le Soleil et la Terre (la Game Gear, sortie en 1990, est nommée en interne projet Mercury). De plus, ces noms de code assurent une certaine publicité en faveur de Sega.
Le premier projet est le projet Saturn, une console 32-bits utilisant un lecteur de CD-ROM identique au Mega-CD, commercialisé depuis 1991. Afin de combler l'écart de performance entre la Saturn et la Mega Drive, un projet Mars est mis en place. D'abord envisagée comme la première console 32-bits de Sega, la « Mars », renommée 32X, devient rapidement convertie en une extension de la Mega Drive afin d'améliorer ses performances. Celle-ci permet également de combler l'écart de technologie entre elle et la Saturn pour empêcher les consommateurs américains disposant d'une Mega Drive d'acheter une Jaguar. Le projet Mars dérive du projet Jupiter. D'abord confondue par la presse spécialisée avec le projet Mars, Jupiter est une machine dérivée de la Saturn lisant uniquement des cartouches, afin de concurrencer de front la console d'Atari. Cependant, le prix attractif de cette dernière et l'obligation pour Sega d'améliorer les capacités techniques de la Saturn pour mieux rivaliser avec la future PlayStation de Sony enterrent le projet, remplacé par le projet Mars.

#### LaSaturn, une console d'abord prévue pour les jeux en deux dimensions

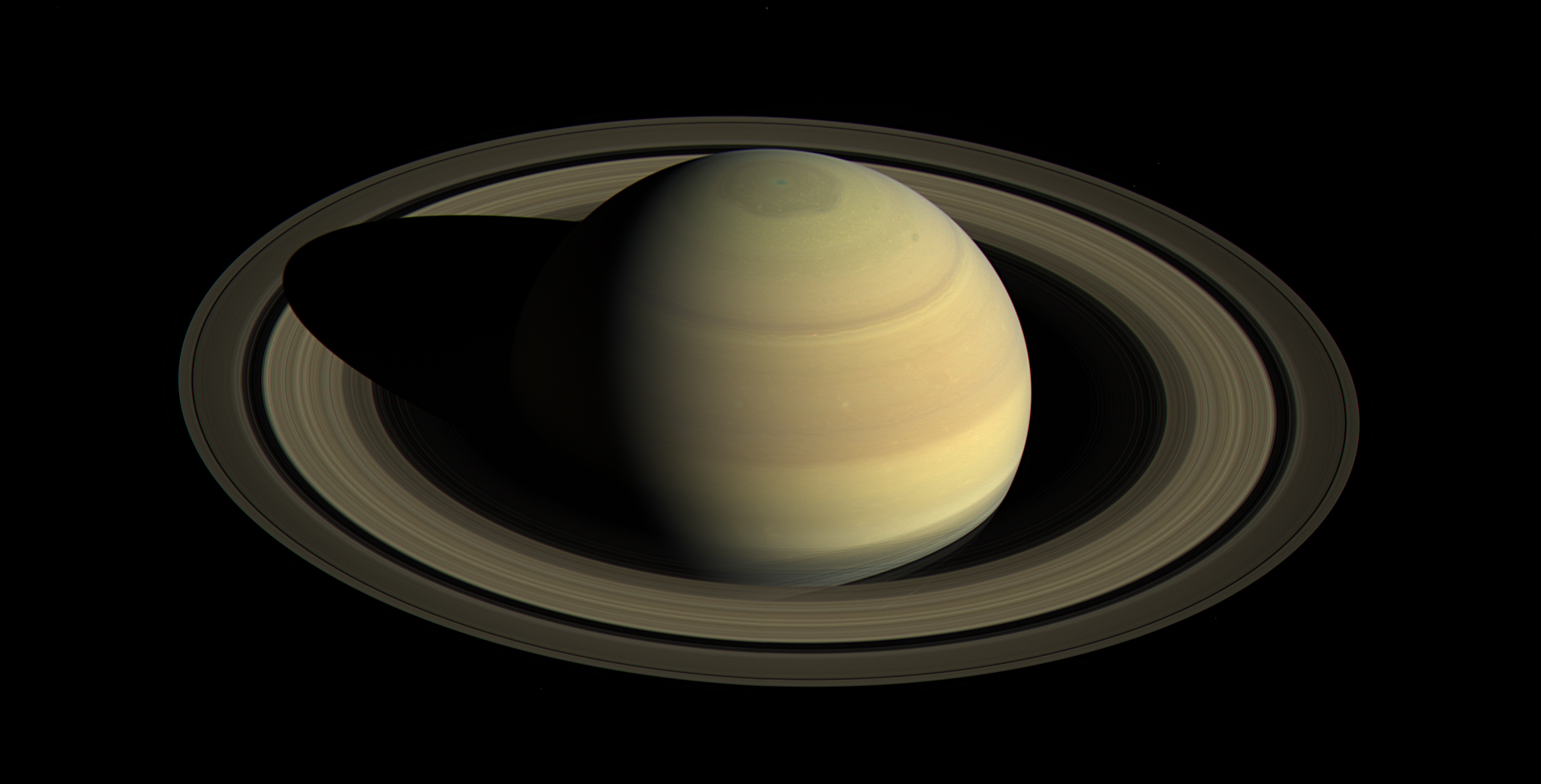
Pour Sega, les anneaux de Saturne représentent un CD-ROM, le nouveau support de jeu utilisé par la firme japonaise.

Selon Hideki Okamura, chef de projet chez Sega, le développement de la Saturn a commencé deux ans avant sa présentation au Tokyo Toy Show en juin 1994, soit lors de l'année 1992. Il est supervisé par Hideki Sato, l'administrateur et directeur général adjoint de la recherche et développement de Sega, assisté d'une équipe de vingt-sept ingénieurs, surnommée l'Away Team,. Saturn, nom de code initial du système lors de sa conception au Japon, se voit finalement choisi comme nom officiel du produit. Celui-ci fait référence à la planète Saturne, sixième du système solaire, dont les anneaux forment un disque autour de son équateur. Pour Sega, Saturne reste la planète du disque géant, une image mentale soutenant l'idée de sa Saturn utilisant le CD-ROM, ce nouveau support, au détriment des cartouches,. Pour autant, la presse spécialisée évoque en 1993 le nom de Gigadrive, en référence à la Mega Drive. La Gigadrive, considérée comme l'ancêtre de la Saturn, s'inspire de l’architecture de la System 32 et du lecteur CD-ROM du Mega-CD, une extension de la Mega Drive. Quelques prototypes de la Gigadrive sont construits en interne par l'équipe de Hideki Sato en 1993 afin de tester si le projet de console, tournant avec un lecteur CD-ROM, est réalisable.
La Saturn doit sa conception à deux systèmes d'arcades produits par Sega : le System 32, alors considéré comme le plus abouti des systèmes d'arcade de jeu vidéo en deux dimensions et la Model 1, développée pour les jeux en trois dimensions. Parmi les jeux sortis sur cette dernière, Virtua Fighter, édité en 1993, rencontre un succès mondial, à tel point que cet opus, dont un portage sur console de salon est attendu par le public, est choisi comme titre de lancement pour la Saturn. Cette dernière, d'abord pensée pour générer des graphismes en deux dimensions de qualité, quitte à délaisser la 3D, doit donc être capable de générer des graphismes en trois dimensions. Or, les cartes graphiques en trois dimensions sont onéreuses et Sega souhaite réduire le coût de production de sa console. Tom Kalinske contacte alors les dirigeants de Sony, qui travaillent sur le développement de la PlayStation, afin de concevoir un hardware conjoint à eux deux. Les négociations entre Tom Kalinske et Sony échouent, mais Ken Kutaragi, le concepteur en chef de la PlayStation, s'oriente vers une console capable de faire fonctionner des jeux en trois dimensions.
En 1993, Sega restructure ses studios internes de développement de jeux vidéo afin de préparer le lancement de la Saturn. Pour s'assurer que des jeux de grande qualité en 3D soient disponibles au début de la commercialisation et pour créer un environnement de travail plus productif, les développeurs du pôle arcade de l'entreprise sont sollicités afin d'imaginer des jeux pour la prochaine console. De nouvelles équipes de développement, comme Team Andromeda, à l'origine de Panzer Dragoon, sont formées lors de cette période.

#### Concurrence avec Sony pour la qualité des graphismes en trois dimensions
Alors que la conception de la Saturn est largement entamée, les rapports dévoilés au début de l'année 1994 sur les capacités techniques de la PlayStation inquiètent fortement Hayao Nakayama ; il convoque tout le département recherche et développement de l'entreprise et exige une amélioration des performances de la future console sur le traitement des données en trois dimensions, ceux-ci apparaissant comme le point faible. À ce moment-là, le processeur principal de la Saturn est un NEC V60 cadencé à 16 MHz, déjà utilisé sur le System 32 et la Model 1 ; celui de la PlayStation est un MIPS R3000A cadencé à 32 MHz, considéré comme beaucoup plus performant : la console de Sony est capable d'afficher 1,5 million de polygones ombragés et 500 000 polygones texturés par seconde, soit deux fois plus que la Model 1.
Hayao Nakayama donne un an pour améliorer la Saturn à l'équipe de Hideki Sato. Cette dernière décide d'y ajouter un deuxième processeur d'affichage vidéo pour améliorer les performances en deux dimensions et les textures générées par la console,,. Cherchant une puce graphique alternative pour la console, Kalinske négocie un accord avec Silicon Graphics ; mais Sega of Japan la considère alors trop grande et posant quelques problèmes techniques et choisit de rejeter l'accord. Silicon Graphics vend alors sa puce à Nintendo, qui l'exploite pour sa Nintendo 64,,,,. Kalinske, Olaf Olafsson de Sony Electronic Publishing et Micky Schulhof de Sony America discutent un temps de la possibilité d'un développement d'une console Sega/Sony, mais Sega souhaite une console conçue à la fois pour la 2D et la 3D tandis que Sony souhaite se focaliser sur la technologie 3D ; cette différence de vues empêche la collaboration des deux entreprises,,.
Sega et Hitachi, une société japonaise spécialisée dans l'électronique, forment en outre une coentreprise afin de développer un nouveau processeur pour la Saturn, le SuperH RISC Engine, ou SH-2, créé en 1993,. La console se voit finalement conçue autour d'une configuration à double processeur SH-2, contre l'avis de Kalinske préférant une configuration à processeur unique. Selon Kazuhiro Hamada, le chef du développement de la Saturn, « le SH-2 a été choisi pour des questions de coût et d'efficacité. La puce dispose d'un système de calcul similaire à un DSP, mais nous nous sommes rendu compte qu'un seul processeur n'était pas suffisant pour calculer un monde en 3D »,.

#### Le développement parallèle de la 32X

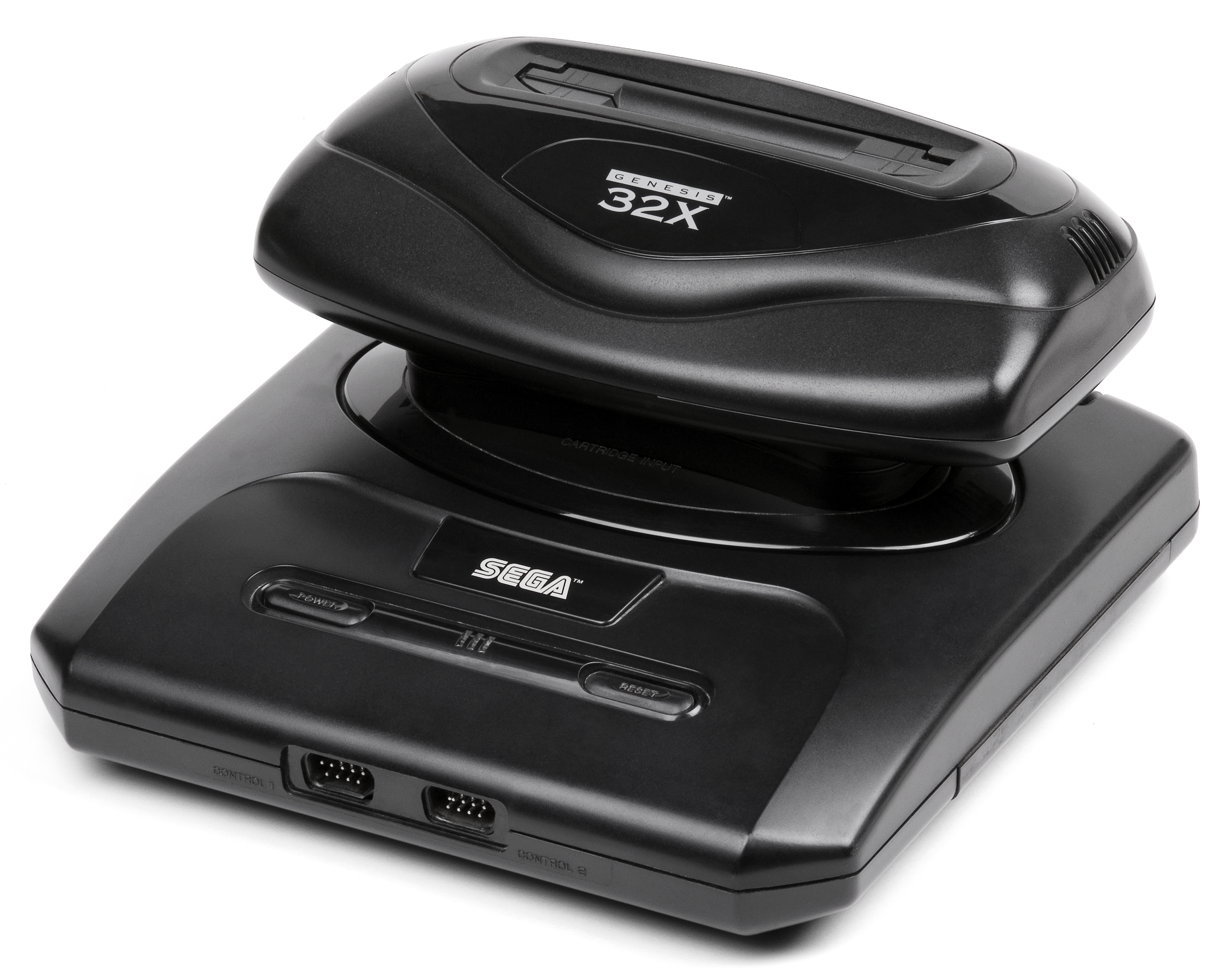
La 32X, extension de la Mega Drive, est la première machine 32 bits conçue par Sega.

En janvier 1994, Sega entame le développement de la 32X, une extension de la Mega Drive qui doit servir d'entrée de gamme de l'offre 32 bits du constructeur japonais. La décision est prise par Hayao Nakayama puis soutenue par les employés de Sega of America. Selon Scot Bayless, un ancien producteur de la filiale américaine, Hayao Nakayama remarque la récente commercialisation de la Jaguar, console 64 bits produite par Atari, entraînant une baisse des ventes de Sega. En parallèle, il s'inquiète de la Saturn ne puisse pas être disponible avant un an. Par conséquent, le président de Sega ordonne à ses ingénieurs de faire en sorte que la 32X soit commercialisable pour la fin de l'année.
La 32X n'est pas compatible avec la Saturn. Richard Brudvik-Lindner le directeur de la communication de Sega souligne la possibilité avec cette extension de jouer aux jeux de la Mega Drive et que son système possède l'architecture de la Saturn. Cette non-compatibilité reste justifiée par la direction de Sega soulignant la commercialisation simultanée des deux unités et présentant la 32X comme une alternative pour les joueurs n'ayant pas les moyens de s'offrir la plus coûteuse Saturn,. Selon Joe Miller, le directeur de la recherche et développement de Sega of America, la 32X doit aussi permettre aux sociétés de développeurs de jeux vidéo de se familiariser avec l'architecture fondée sur les deux processeurs Hitachi SH-2, également utilisés par la Saturn. Eu égard à l'architecture commune et au lancement quasi simultané des consoles, des tensions apparaissent entre les filiales japonaise et américaine de Sega lorsqu'il est décidé d'arrêter prématurément la commercialisation de la 32X afin de se concentrer sur la Saturn.

#### LaSaturn, une console très attendue en 1994
Pendant ce temps, les rumeurs sur la future console de Sega se répandent de plus en plus dans la presse. Ainsi, dans son numéro du mois de mars 1994, le magazine Computer Gaming World se fait l'écho d'une rumeur voulant que « la Saturn sortira au Japon avant la fin de l'année », pour un prix de 250 à 300 dollars. En effet, les ingénieurs de Sega ont désormais achevé la conception de la Saturn et en ont envoyé plusieurs prototypes, ainsi que les premiers kits de développements aux développeurs tiers, afin qu'ils puissent travailler sur les nouveaux jeux de la console. La Saturn est présentée au Toy Show de Tokyo en juin 1994 et suscite beaucoup d'attentes de la part des observateurs qui se montrent élogieux à l'égard de la 32X, qui présage des qualités techniques de la Saturn. En effet, à l'automne 1994, pas moins de neuf nouvelles consoles sont attendues, et la presse spécialisée estime que seule la Saturn est capable de rivaliser avec la PlayStation : Sega bénéficie d'une bonne réputation auprès du public et des développeurs, tandis que Sony, nouvelle venue dans l'industrie vidéoludique, ne peut pour l'instant s'appuyer que sur sa communication médiatique. De ce fait, le journaliste Gordon Craick, officiant pour le Frontier Console Magazine, estime que la Saturn pourrait dominer le marché des consoles de salon d'ici la fin de l’année 1996,,.
Sega prévoit de commercialiser la Saturn au Japon dès septembre 1994, puis en Europe et aux États-Unis en mars 1995, avec Virtua Fighter et Virtua Racing, considérés comme les meilleurs jeux d'arcade de l'époque, comme titres de lancement. Néanmoins, les modifications apportées durant l'année 1994 entraînent une hausse du prix de la console, estimée alors entre 400 et 500 dollars. De plus, les rumeurs affirment que Sega projette de concevoir une extension pour la Mega Drive afin qu'elle soit capable de lire les jeux 32-bits. C'est alors qu'en avril 1994 est dévoilé le projet Jupiter : à une période du développement de la Saturn, il est envisagé de commercialiser simultanément des jeux sur cartouche et sur CD-ROM, mais l'idée de l'utilisation de cartouches est écartée en raison de la qualité inférieure et du prix élevé des jeux utilisant ce support. L'abandon de cette idée trouve sa source dans celle du développement d'une seconde console parallèle à la Saturn, la Sega Jupiter, conçue pour être plus accessible financièrement que la Saturn et ne lisant que des jeux sur cartouche. Toutefois, certains titres auraient été édités sur les deux consoles afin de satisfaire pleinement le jeune public.

### Un lancement sur fond de guerre commerciale contre Sony

#### LaSaturntient tête à laPlayStationau Japon

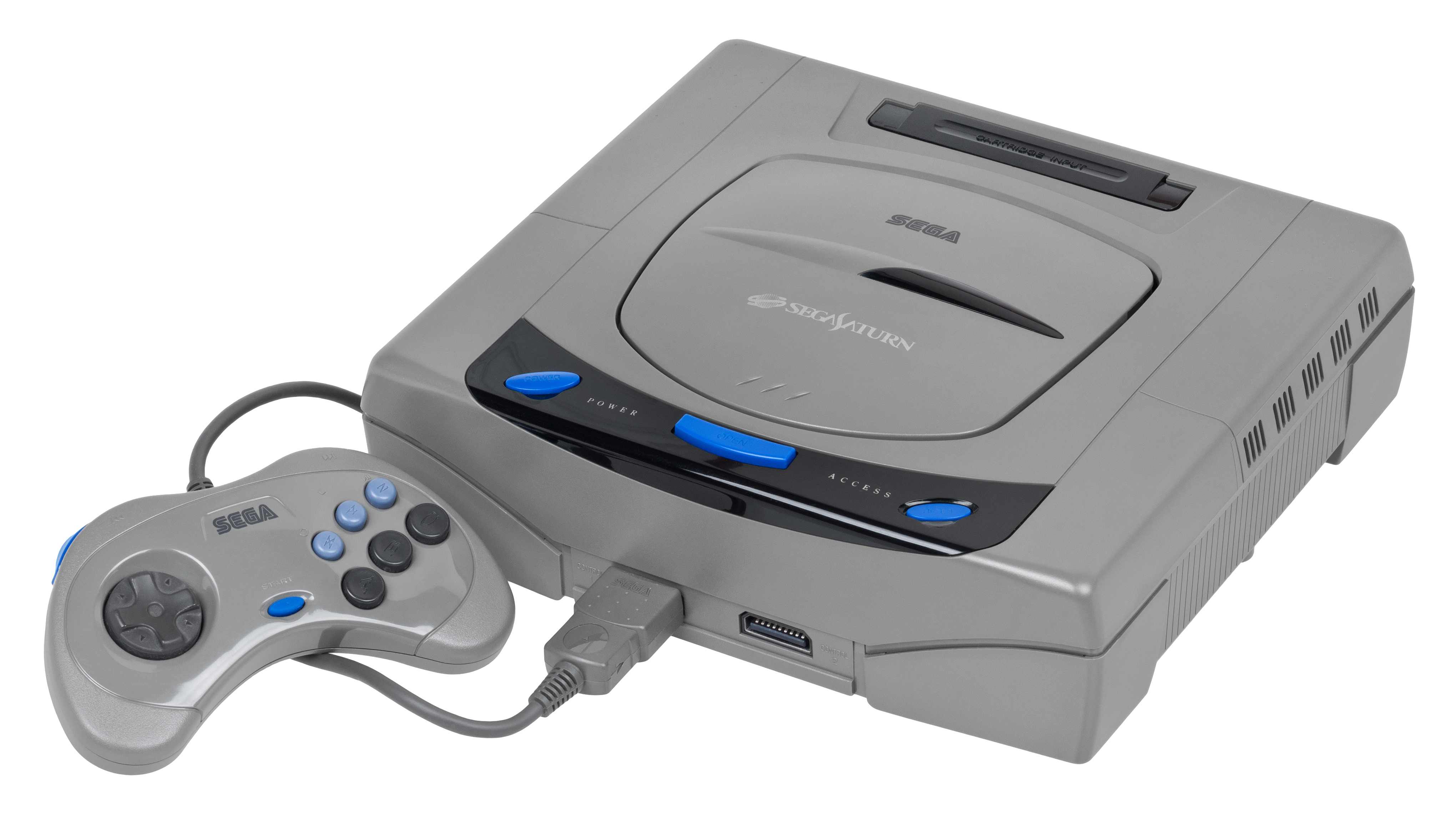
La Saturn japonaise de première génération est commercialisée en novembre 1994.

La commercialisation de la Saturn au Japon débute le 22 novembre 1994 ; elle est vendue au prix de 44 800 yens (480 dollars), ce qui en fait la console la plus chère de l'histoire de Sega. Virtua Fighter, un jeu quasi indissociable des populaires bornes d'arcade, est presque systématiquement écoulé avec la nouvelle console, contribuant ainsi à son succès lors de sa mise en vente,. Sega prévoit également d'accompagner la Saturn de deux autres titres de lancement, Clockwork Knight et Panzer Dragoon, mais ce dernier n'est pas prêt à temps. Wan Chai Connection est le seul jeu Sega disponible à la sortie de la Saturn, avec Virtua Fighter. Grâce à la popularité de ce dernier, la première livraison de 200 000 Saturn est entièrement vendue dès le premier jour,,.
Sega attend jusqu'au 3 décembre, date de sortie de la PlayStation, pour en livrer d'autres exemplaires : en effet, les détaillants achètent en moyenne une PlayStation pour deux Saturn, ceci faisant dire aux dirigeants de Sega que la Saturn rencontre un succès inédit,. Pour autant, si 90 % des consoles de Sony disponibles sur le marché sont effectivement achetées par les consommateurs entre décembre et juin 1995, ce chiffre tombe à 65 % pour les consoles de Sega. Celles-ci souffrent du manque de jeux emblématiques pour le lancement,,,. À la fin de l'année 1994, les chiffres internes de Sega mentionnent 500 000 copies de la Saturn vendues au Japon, contre 300 000 pour la console de Sony. Tom Kalinske pense ainsi atteindre le million d’exemplaires d'ici avril 1995 et le double à la fin de cette même année,,. Néanmoins, la PlayStation bénéficie d'un meilleur taux de vente et finit par supplanter la Saturn en 1995. Sony attire de nombreux développeurs tiers grâce à de faibles frais de licence à 10 dollars, d'excellents outils de développement et la mise en place d'un système de commande révolutionnaire de sept à dix jours. Cela permet aux éditeurs de faire face à la demande de façon beaucoup plus efficace par rapport au système de commande de cartouches, alors courant dans l'industrie vidéoludique japonaise, dont le délai va de dix à douze semaines.
En juin 1995, Sony annonce la commercialisation d'une nouvelle version de sa console au Japon, basée sur le modèle américain. Le prix est abaissé d'un quart. Nakayama riposte en baissant le prix de la Saturn de 20 %. En effet, la PlayStation, avec 1,2 million d'exemplaires vendus aux détaillants, est en passe de rattraper la Saturn, écoulée à 1,3 million d'unités. Le mois suivant, Sega dévoile le portage sur sa machine de Virtua Fighter 2, dont les qualités graphiques, largement supérieures au précédent opus comportant des bugs, sont acclamées par la presse spécialisée et le grand public. 1,7 million de copies sont écoulées dans le monde : Virtua Fighter 2 devient ainsi le jeu le plus vendu de la Saturn.

#### Une commercialisation précipitée en Amérique

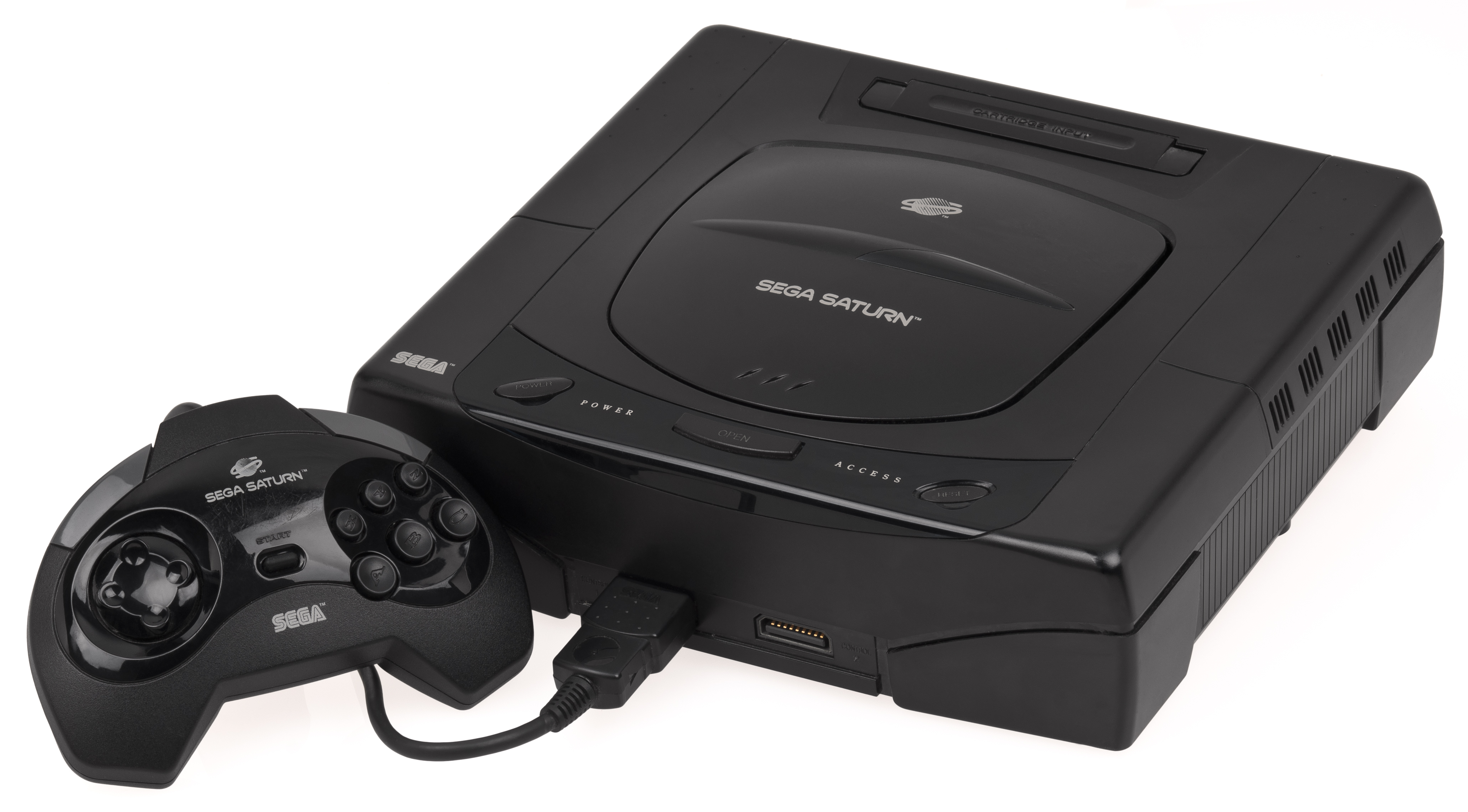
La Saturn américaine de première génération est commercialisée le 11 mai 1995, soit avec quatre mois d'avance sur le calendrier initialement prévu.

Aux États-Unis, l'attente du public pour la sortie des consoles de jeux vidéo de cinquième génération reste forte. Il est annoncé que celles-ci sont capables de surpasser les graphismes en trois dimensions des ordinateurs personnels et des bornes d’arcade. D'après un journaliste du magazine GamePro, « les rêves des années 80 deviendront réalité dans les années 90, car les limites technologiques qui ont freiné le matériel informatique seront dépassées au cours des prochaines années. Les systèmes 32 bits et 64 bits offrent des fonctionnalités telles que la 3D, la vidéo en mouvement intégral, 16 millions de couleurs, les coprocesseurs graphiques, la reconnaissance vocale ».
Le 9 mars 1995, Tom Kalinske, le directeur général de Sega of America, annonce lors d'une conférence de presse le lancement de la Saturn aux États-Unis le Saturnday (samedi) 2 septembre 1995, sans pour autant annoncer de prix de vente : les observateurs l'estiment entre 400 et 500 dollars,. Quelques jours plus tard, Hayao Nakayama envoie une délégation au siège de Sega of America pour ordonner une commercialisation dans les plus brefs délais. En effet, la branche nippone de Sega souhaite reprendre le contrôle du marché américain après l'échec commercial de la 32X sortie en novembre 1994, d'autant plus que Nakayama craint que Sony utilise une campagne publicitaire agressive et coûteuse pour assurer une large couverture médiatique à la commercialisation de sa PlayStation. Faute de moyens financiers, Sega ne peut concurrencer Sony sur ce terrain et l'entreprise nippone doit riposter en lançant le plus rapidement possible la Saturn pour lui donner un avantage sur sa concurrente. Or, Tom Kalinske s'oppose à la décision de Hayao Nakayama, arguant que la Saturn serait trop chère et que peu de jeux seraient disponibles à sa sortie. Le conseil d'administration de Sega of Japan, qui impute l'échec de la 32X à Kalinske, rejette les arguments du président de la filiale américaine,.
Ainsi, le 11 mai, lors de la première édition de l'Electronic Entertainment Expo, à Los Angeles, Tom Kalinske présente la Saturn au public et révèle que son prix de lancement est fixé à 399 dollars, ou 499 dollars avec Virtua Fighter. Il annonce également qu'en raison de « la forte demande des consommateurs », Sega a déjà livré 30 000 consoles aux magasins Toys “R” Us, Babbage's, Electronics Boutique, et Software Etc. pour une mise en vente immédiate. Il ajoute enfin que vingt nouveaux jeux sont en cours de développement,,. L'annonce embarrasse les revendeurs n'ayant pas été mis au courant de la sortie surprise dont Best Buy et Walmart,,. En réaction, KB Toys retire les produits Sega de son catalogue. Sony Computer Entertainment America dévoile le même jour le prix de vente de sa PlayStation, par la voix de son président Steve Race, à 299 dollars, quittant alors la scène sous les applaudissements des observateurs ; Sony a fait appel à Michael Jackson pour soutenir le lancement de sa console. L'Electronic Entertainment Expo voit donc s'affronter seulement deux acteurs de l’industrie vidéoludique, puisque la 3DO Interactive Multiplayer s'apprête à se retirer du marché, tandis que la Jaguar d'Atari souffre du manque de jeux disponibles. Enfin, Nintendo annonce la sortie de sa nouvelle console pour avril 1996 au plus tôt.
Le lancement de la Saturn aux États-Unis est accompagné d'une campagne publicitaire baptisée Theatre on the Eye, dont le montant s'élève à 50 millions de dollars. Celle-ci comprend des couvertures dans des magazines comme Wired, consacré à la technologie, ou Playboy. Cette campagne est récompensée par un Silver Clio Award mais se voit boudée par les consommateurs,,,. Eu égard à cette commercialisation précipitée, seuls six jeux, tous développés par Sega, sont disponibles ; ceux conçus par des développeurs tiers ne devant sortir que pour le 2 septembre.

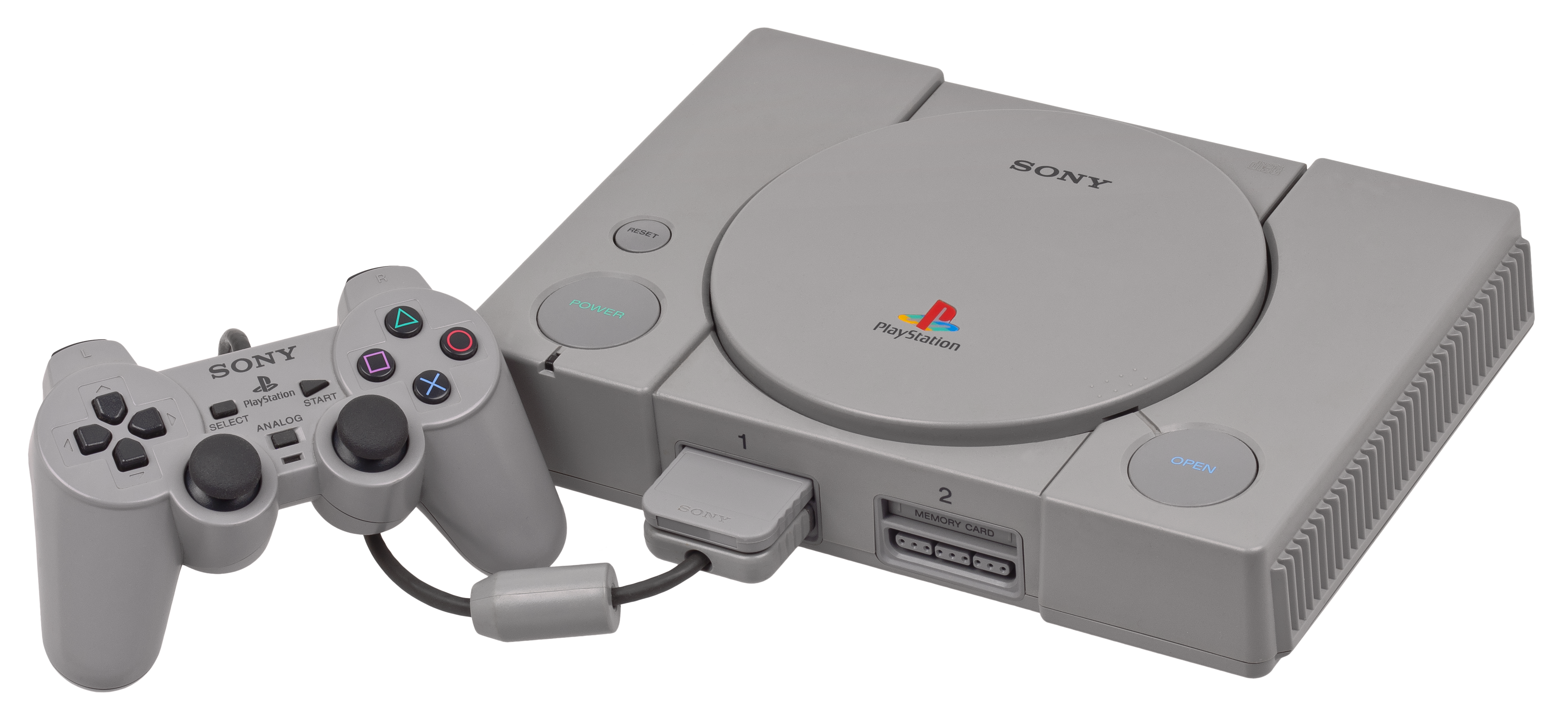
La PlayStation rencontre un succès immédiat en Amérique et prend la tête du marché vidéoludique sur ce continent.

Le relatif manque de popularité de Virtua Fighter, combiné à la publication de seulement deux nouveaux titres entre mai et septembre 1995, empêche la firme japonaise de capitaliser sur cette commercialisation anticipée : de nombreux exemplaires de la Saturn se retrouvent invendus dans les magasins, d'autant que les éditeurs tiers, pressés par l'arrivée soudaine de la console, éditent des titres souffrant de nombreux problèmes graphiques,,. Dans les deux jours suivant sa sortie américaine, le 9 septembre, les exemplaires de la PlayStation, soutenue par une vaste campagne publicitaire, s'écoulent plus que la Saturn en cinq mois de ventes depuis le 11 mai, avec la quasi-totalité de la première livraison de 100 000 copies de la console de Sony, prévendues à l'avance, le reste étant distribué à travers le pays. De plus, dix-sept jeux accompagnent la sortie de la PlayStation,,,. Sega of America réplique vainement en commercialisant une édition de la Saturn comprenant Clockwork Knight, Sega Worldwide Soccer et un bon d'achat pour Virtua Fighter. L'échec du lancement de la Saturn s'explique donc par un prix de vente plus élevé que celui de sa concurrente, elle-même considérée comme un produit de meilleure qualité par les consommateurs. De plus, la sortie hâtive de la Saturn ne permet pas à Sega de promouvoir correctement sa console,.
Le portage réussi de Ridge Racer, un jeu d'arcade développé par Namco, contribue au succès rapide de la PlayStation et suscite des comparaisons dans la presse avec Daytona USA, son rival sur Saturn, considéré comme moins bon,. Namco, un concurrent de longue date de Sega dans ce secteur, dévoile également son nouveau système de borne d'arcade, le System 11, dont la technologie est fondée sur celle de la PlayStation. Même techniquement dépassé par la Model 2 de Sega, le coût moindre du System 11 convient mieux aux petites salles d'arcade,. À la suite de l'embauche de développeurs de Sega en 1994, Namco produit un nouveau jeu de combat, Tekken, pour le System 11 et la PlayStation. Conçu par Seiichi Ishii, un ancien designer de Virtua Fighter, Tekken se veut être un titre très similaire au jeu de combat de Sega mais se démarque par des textures plus détaillées et deux fois plus d'images par seconde,. Ses graphismes de haute qualité et le portage quasi parfait de ce jeu d'arcade sur console de salon lui valent de surpasser Virtua Fighter en popularité, devenant le premier titre de la PlayStation à dépasser le million d'exemplaires vendus,,.
Le 2 octobre 1995, Sega abaisse le prix de la Saturn à 299 dollars. De plus, des portages de qualité des jeux à succès issus de la Model 2, Sega Rally Championship, Virtua Cop et Virtua Fighter 2 (tournant en haute résolution et à une fréquence de 60 images par seconde), considérés comme meilleurs que leurs concurrents sur PlayStation, sont édités à la fin de l'année 1995. En outre, un exemplaire de Virtua Fighter Remix, qui corrige les défauts du premier opus de la série, est offert à chaque acquéreur d'une Saturn,,,, Malgré une hausse des ventes de la Saturn pendant les fêtes de fin d'année, Sony domine le marché vidéoludique américain, à la grande surprise des observateurs : à cette date, 300 000 exemplaires de la PlayStation sont écoulés, contre 120 000 Saturn. Ces mauvaises ventes entraînent une baisse de 35 % des bénéfices de Sega sur le deuxième semestre de l’année 1995,,.
L'année suivante, la ludothèque de la PlayStation est considérablement plus fournie comparativement à sa rivale, bien que Sega espère générer un intérêt accru pour sa console, avec des exclusivités à venir, comme Nights into Dreams. Dans sa première année de commercialisation, la PlayStation s'empare de plus de 20 % du marché vidéoludique américain. Lors du premier jour de la deuxième édition de l'Electronic Entertainment Expo en mai 1996, Sony annonce la baisse du prix de sa machine à 199 dollars ; le lendemain, Sega réplique en alignant le prix de la Saturn, pourtant plus chère à produire, à la PlayStation,,. La ristourne de Sony est en fait une réaction à la sortie de la deuxième version de la Saturn au Japon, vendue pour 199 dollars.

#### Un échec commercial en Europe

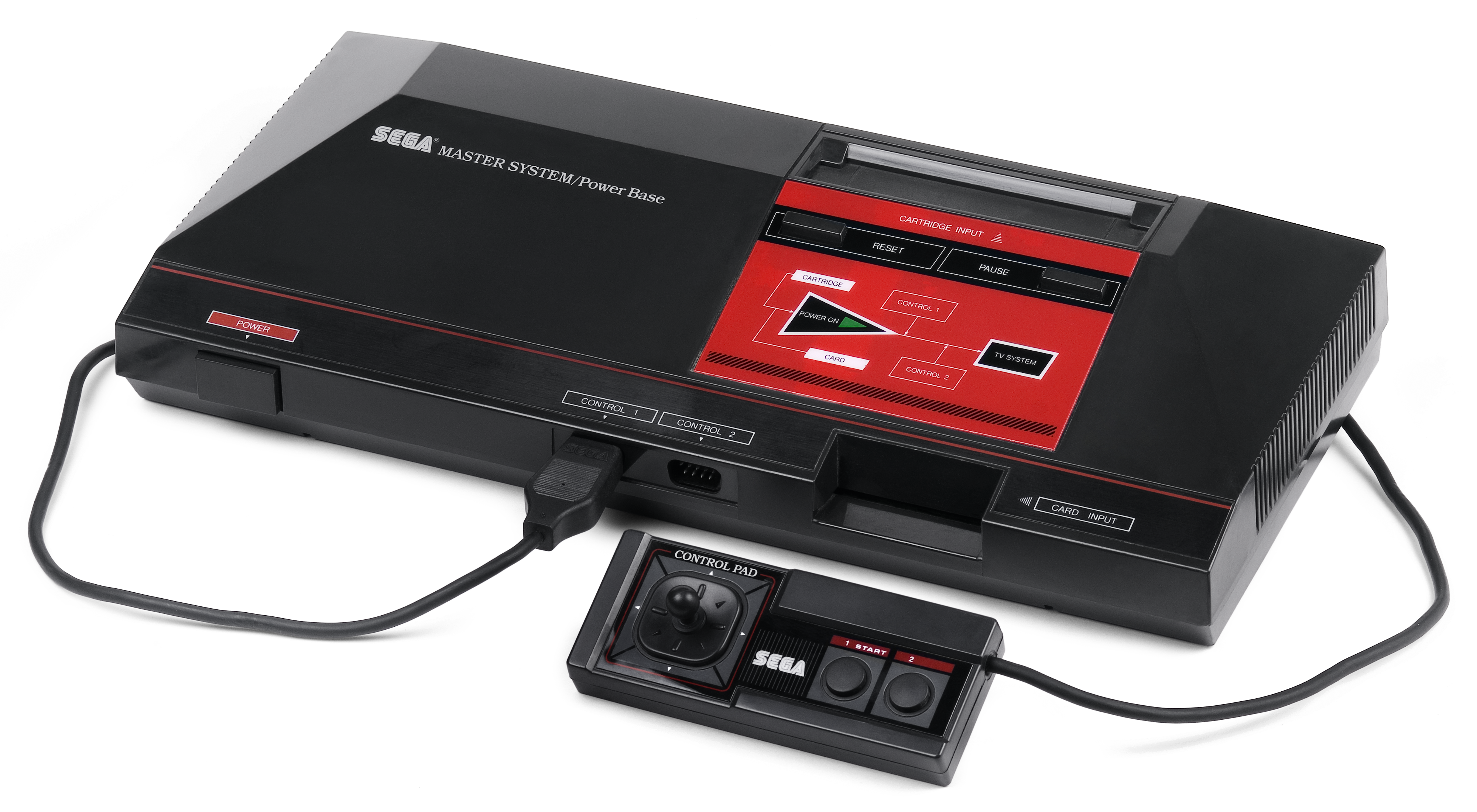
La Master System, commercialisée depuis 1987, connaît encore un vif succès en Europe en 1995.

En Europe, la Saturn est commercialisée le 8 juillet 1995, au prix de 399 livres sterling (3 299 francs). Dans de nombreux pays européens, la console, dont la sortie est accompagnée de la publication de jeux de qualité comme Daytona USA, Virtua Cop et Virtua Fighter, se retrouve rapidement en rupture de stock. Or, les détaillants et la presse européenne n'ont pas le temps de faire la promotion de la console et de ses jeux ; ceux-ci sont très peu nombreux et cette console est considérée comme trop chère par les consommateurs, qui préfèrent la Master System et la Mega Drive,.
La Saturn se vend mal dans les mois suivant sa commercialisation : en novembre 1995, les ventes de la PlayStation, pourtant mise sur le marché le 29 septembre seulement, sont trois fois plus importantes que celles de la machine de Sega. En parallèle, Sony alloue 20 millions de dollars pour la campagne de vente de Noël, contre 4 millions pour Sega,. À Noël 1995, la Mega Drive connaît même un succès commercial plus important que la Saturn, celle-ci coexistant avec la 32X, la Game Gear et la Sega Pico. En outre, Sega perd le soutien de nombreux développeurs tiers, tel Psygnosis alors racheté par Sony. De plus, la firme japonaise est également soutenue par Codemasters, Infogrames et Virgin Interactive.

### Divergences entre les branches américaine et japonaise de Sega

#### La Saturn, unique console commercialisée par Sega
Malgré les sorties de la Saturn et de la PlayStation, les ventes des consoles et jeux vidéo 16 bits continuent de représenter 64 % du marché en 1995. Sega sous-estime la popularité persistante de la Mega Drive et ne dispose pas de stocks suffisants pour satisfaire la demande des consommateurs pour ce produit. En octobre 1995, Hayao Nakayama annonce la fin de la commercialisation des consoles ayant précédé la Saturn. Ceci entraîne une vive protestation de la part de Kalinske et de Shinobu Toyoda, un proche de Nakayama assurant la liaison entre les filiales américaine et japonaise de Sega. La focalisation sur cette machine au détriment de sa devancière, fondée sur le relatif succès de ses ventes au Japon, reste considérée comme la principale cause de cette erreur stratégique. Le fait de privilégier la commercialisation de la Saturn entraîne des conséquences positives sur les ventes de cette console : au Japon, la console de Sega domine le marché jusqu'à la fin de l'année 1996.
Aux États-Unis, ce changement de stratégie déplaît fortement aux consommateurs ayant grandi avec la Mega Drive et ayant investi en achetant ses extensions, comme la 32X et le Mega-CD, plutôt qu'acquérir une Saturn semblant ne rien apporter de plus par rapport à la 32X. La firme japonaise détient 43 % de parts de marché américain des consoles 16-bits et vend plus de deux millions d'exemplaires de cette console en 1995, mais Tom Kalinske estime que « nous aurions pu vendre 300 000 Mega Drive de plus entre novembre et décembre »,,. Ainsi, la réputation de Sega s'en trouve fortement ternie. Selon Tom Kalinske toujours, Sega aurait obtenu plus de bénéfices en prolongeant d'un an la commercialisation de la Mega Drive, dont les jeux sont réputés auprès du public. En Europe, cette stratégie est bien plus désastreuse : Sega domine le marché grâce à la Master System, puis la Mega Drive. L'arrêt de leur commercialisation, doublé du prix élevé de la Saturn, pousse les consommateurs à se tourner vers la PlayStation. Ainsi, entre 1995 et 1998, date de fin de commercialisation de la Saturn en Europe, seul 1 million d'exemplaires de la console de Sega sont écoulés. Pour les historiens du jeu vidéo, la stratégie de Hayao Nakayama met définitivement à mal la position de Sega sur le marché vidéoludique mondial, d'autant plus que les ventes de jeux et de consoles 16-bits auraient permis d'éponger les déficits commerciaux causés par la Saturn.

#### La deuxième version de la Saturn

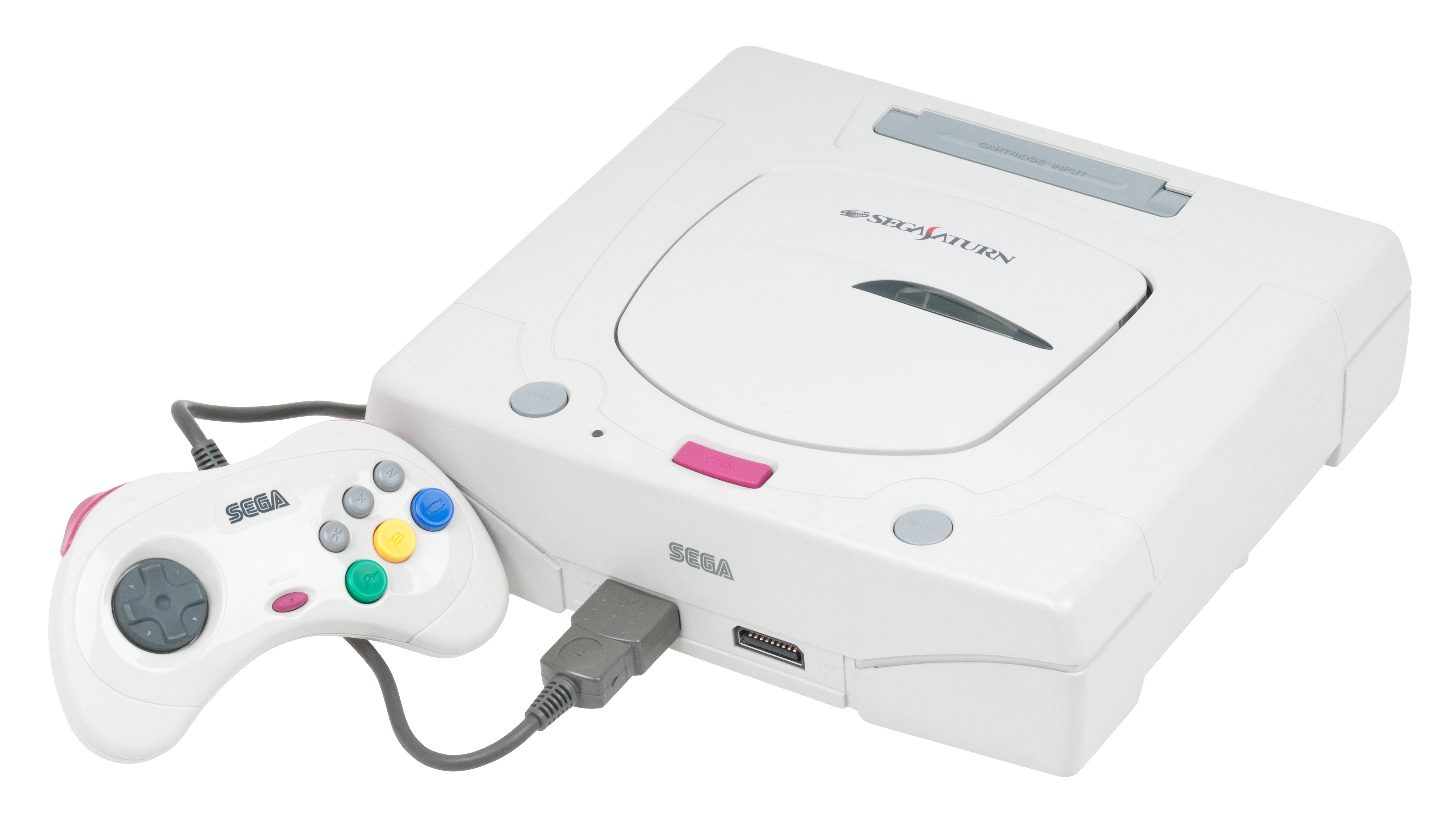
La Saturn japonaise de deuxième génération est commercialisée à partir de mars 1996.

En raison des divergences de point de vue entre lui et Nakayama, Tom Kalinske ne s'intéresse plus vraiment à son travail de directeur général de la branche américaine de l'entreprise,,. Au printemps 1996, des rumeurs affirment que Tom Kalinske prévoit de quitter Sega. Pour autant, lors du premier trimestre de l’année 1996, il annonce l'arrivée d'un nouveau kit de développement à destination des développeurs de jeu vidéo mais également la commercialisation de nouveaux titres, dont Nights into Dreams : selon Kalinske, ce jeu « sera pour la Saturn ce que Sonic the Hedgehog a été pour la Mega Drive ». Sega dévoile également la possibilité de la Saturn d'être la première console de l'histoire à pouvoir se connecter à Internet, pour des parties de jeu multijoueurs en réseau.
En mars 1996, Sega commercialise au Japon une nouvelle version de la Saturn, dont les microprocesseurs sont intégrés dans une unique puce ASIC. Ce process permet de réduire les coûts de production de la console, désormais vendue au prix de 200 dollars. Nakayama espère réaliser un bénéfice net de 330 millions de dollars sur le marché japonais. En outre, un porte-parole de Sega of Japan donne des prévisions de vente de cinq millions d'unités pour cette machine d'ici la fin de l'année 1996. Ce chiffre rend les observateurs sceptiques eu égard à l'importante quantité de consoles invendues chez les détaillants et la pauvreté de la ludothèque proposée. En effet, Namco décide de ne plus éditer de jeux à destination de la Saturn, au profit de la PlayStation, tandis que Square, alors développeur exclusif à Nintendo, démarche Sony afin que les prochains opus de sa série Final Fantasy soient édités sur sa console.

#### Sega face à Nintendo et Crash Bandicoot
Lors de la deuxième édition de l'Electronic Entertainment Expo du 16 au 18 mai 1996 à Los Angeles, Sega doit remonter la pente face à Sony. Ce dernier détient désormais 80 % de parts de marché dans le secteur vidéoludique des consoles de cinquième génération. À l'échelle de l'ensemble du marché américain du jeu vidéo, Sega conserve cependant 38 % de parts du marché, contre 30 % pour Nintendo et 24 % pour Sony. Malgré cela, un ralentissement de l'industrie du jeu vidéo dans son ensemble fait diminuer les revenus de Sega,. Lors de ce salon en Californie, Sega présente une demi-douzaine de nouveaux jeux, comme Nights into Dreams, dont les qualités enthousiasment le public, et Cyber Troopers Virtual-On: Operation Moongate, qui bénéficie des animations en trois dimensions les plus fluides de l'époque. En complément, Sega dévoile le troisième opus de Virtua Fighter, sur le système d'arcade Model 3. Cette sortie alimente les rumeurs d'une publication prochaine de ce jeu sur Saturn.
De son côté, Nintendo fait la promotion de sa nouvelle console la Nintendo 64, première véritable console 64-bits du marché, et de ses premiers titres, avec entre autres, Super Mario 64, Star Wars: Shadows of the Empire, Turok: Dinosaur Hunter et  Wave Race 64, dont les graphismes surclassent les jeux de la Saturn et de la PlayStation. Pour Peter Main, président de la filiale américaine de Nintendo, Sony reste le principal rival et « Sega n'est pas vraiment une menace ».
Enfin, Sony attaque directement Nintendo en annonçant la baisse du prix de sa console à 200 dollars, contre 299 pour la Nintendo 64. L'entreprise japonaise dévoile également un nouveau jeu de plates-formes, Crash Bandicoot, dont le héros éponyme, un marsupial orange, présente les mêmes caractéristiques que Sonic, la mascotte de Sega. Les graphismes de cette nouveauté égalent ceux des titres de la Nintendo 64. Crash Bandicoot connaît un immense succès commercial, puisque deux millions de copies sont vendues dans le monde en mai 1997, soit neuf mois après sa sortie. Face à une telle concurrence, lors du dernier jour de l'Electronic Entertainment Expo, Sega abaisse le prix de sa console à 300 dollars, une décision jugée « pathétique » par les représentants de Sony, puis à 200 dollars, soit sous le seuil de rentabilité. Néanmoins, Hayao Nakayama ne craint pas Nintendo, persuadé que Crash Bandicoot, qu'il décrit comme étant un « jeu de poulet », mettrait cette dernière en difficulté.

#### Restructuration à la tête de la branche américaine de Sega
Le 30 mai 1996 à la demande de Hayao Nakayama, Sega of America rompt avec l'entreprise publicitaire Goodby, Berlin & Silverstein à l'origine de la campagne de publicité « Sega Scream ». Ce changement doit permettre à Sega d'afficher une image plus douce dans ses publicités : ainsi, le cri « Sega ! » est supprimé et des conférences de presse pour le secteur de l'éducation sont organisées, dans l'optique de construire une image plus conviviale auprès des familles. Cette nouvelle stratégie de communication déplaît fortement aux amateurs de Sega appréciant justement l’image rebelle de la firme japonaise,.
Cette dernière intervention de Hayao Nakayama auprès de la filiale américaine vient à bout de Tom Kalinske, considéré par les Japonais comme le principal responsable de la débâcle de la Saturn aux États-Unis. Le 15 juillet, Tom Kalinske démissionne de son poste de directeur général de Sega of America. Le lendemain il est suivi par David Rosen le fondateur de l’entreprise, en signe de protestation face à la manière dont Kalinske a été traité par Nakayama ; David Rosen décide de quitter la présidence de la filiale américaine de Sega pour se concentrer exclusivement sur le marché japonais. Le 16 juillet toujours, l'entreprise annonce que Shoichiro Irimajiri, un ancien cadre de Honda, est nommé président de Sega of America, où il travaille déjà activement depuis 1993. Enfin, Bernie Stolar, un ancien dirigeant de Sony Computer Entertainment America, devient vice-président de Sega of America chargé du développement des produits et des relations avec l'extérieur. Le 30 septembre, Tom Kalinske quitte le conseil d'administration de Sega. Il déclare à propos de la Saturn dans une entrevue accordée au Wall Street Journal que « personne n'aurait pu réussir à commercialiser cette chose »,,,.
Bernie Stolar est considéré comme un atout majeur par les responsables de Sega. Il a obtenu pour PlayStation une exclusivité d'une durée de six mois pour Mortal Kombat 3 en 1995 et aidé à tisser d'étroites relations avec Electronic Arts lors de son précédent poste pour Sony,,. Enfin, sous l'égide de Bernie Stolar, Sega of America projette de développer son activité dans le secteur des jeux pour PC. Ce dernier déclare à propos de son nouvel employeur : « j'ai choisi l'univers de Nakayama en raison de son amour pour les logiciels. Nous avons parlé de l'élaboration d'une nouvelle console, dans laquelle je serai très impliqué, j'en façonnerai l'orientation, embaucherai une nouvelle équipe de personnes et restructurerai Sega. C'est pour moi une grande opportunité ».

### Nouveaux revers malgré les tentatives de reconquête du marché

#### De nouveaux jeux édités au second semestre 1996
À l'issue de l'Electronic Entertainment Expo, les rumeurs affirment que Sega pourrait mettre fin à la commercialisation de la Saturn dès 1997, celle-ci s'étant écoulée à 500 000 exemplaires aux États-Unis, contre plus d'un million pour la PlayStation. Néanmoins, le deuxième semestre de l'année 1996 voit la publication de nombreux jeux sur le continent américain, comme DecAthlete, Enemy Zero, ou encore les jeux de combat Dark Savior et Fighting Vipers, et de nombreux jeux de rôle, dont The Story of Thor 2, Albert Odyssey: Legend of Eldean, Shining the Holy Ark et Shining Wisdom. En outre, le studio de développement Game Arts prépare la sortie de Grandia, alors très attendu par le public. En revanche, les jeux vidéo de sport, pourtant populaires à l'époque de la Mega Drive, manquent à l'appel puisque Sega focalise son attention sur le développement de Sonic X-treme, qui rencontre de nombreux problèmes.
Dans le même temps, Yū Suzuki, le patron du studio interne Sega-AM2, spécialisé dans le développement de jeux d'arcade, commence à travailler sur la conception de plusieurs jeux exclusifs à la Saturn, dont un jeu de rôle pour la série Virtua Fighter. D'abord conçu comme un prototype intitulé The Old Man and the Peach Tree et destiné à corriger les défauts des RPG japonais contemporains, comme l'intelligence artificielle médiocre des personnages non jouables, Virtua Fighter RPG est un jeu en onze parties, offrant 45 heures « de vengeance épique inspirée de la tradition du cinéma chinois », Suzuki voulant en faire la killer application de la Saturn,. Le jeu, finalement baptisé Shenmue, est édité en 2000 sur la remplaçante de la Saturn, la Dreamcast,.
Le 21 août 1996, Sega of America édite Nights into Dreams, accompagné d'un Pad 3D dédié. Sega assure la promotion du jeu à grands frais (8,5 millions de dollars, soit autant que pour le lancement de la Mega Drive) en reprenant exceptionnellement la campagne publicitaire Sega Scream. Pour Shoichiro Irimajiri, le président de la branche américaine de Sega, Nights into Dreams « est le jeu le plus important lancé à ce jour sur la Saturn, il démontre la puissance de notre architecture multiprocesseur et montre la nouvelle direction que prend le développement des jeux de Sega ». Or, pour les observateurs, Nights into Dreams illustre les avantages et les inconvénients de la Saturn : si ses graphismes sont jugés exceptionnels, l'environnement du jeu est en deux dimensions, car les développeurs, incapables d'exploiter toute la puissance de la console ne sont pas parvenus à le générer en trois dimensions.

#### L'annulation deSonic X-tremeà la fin 1996

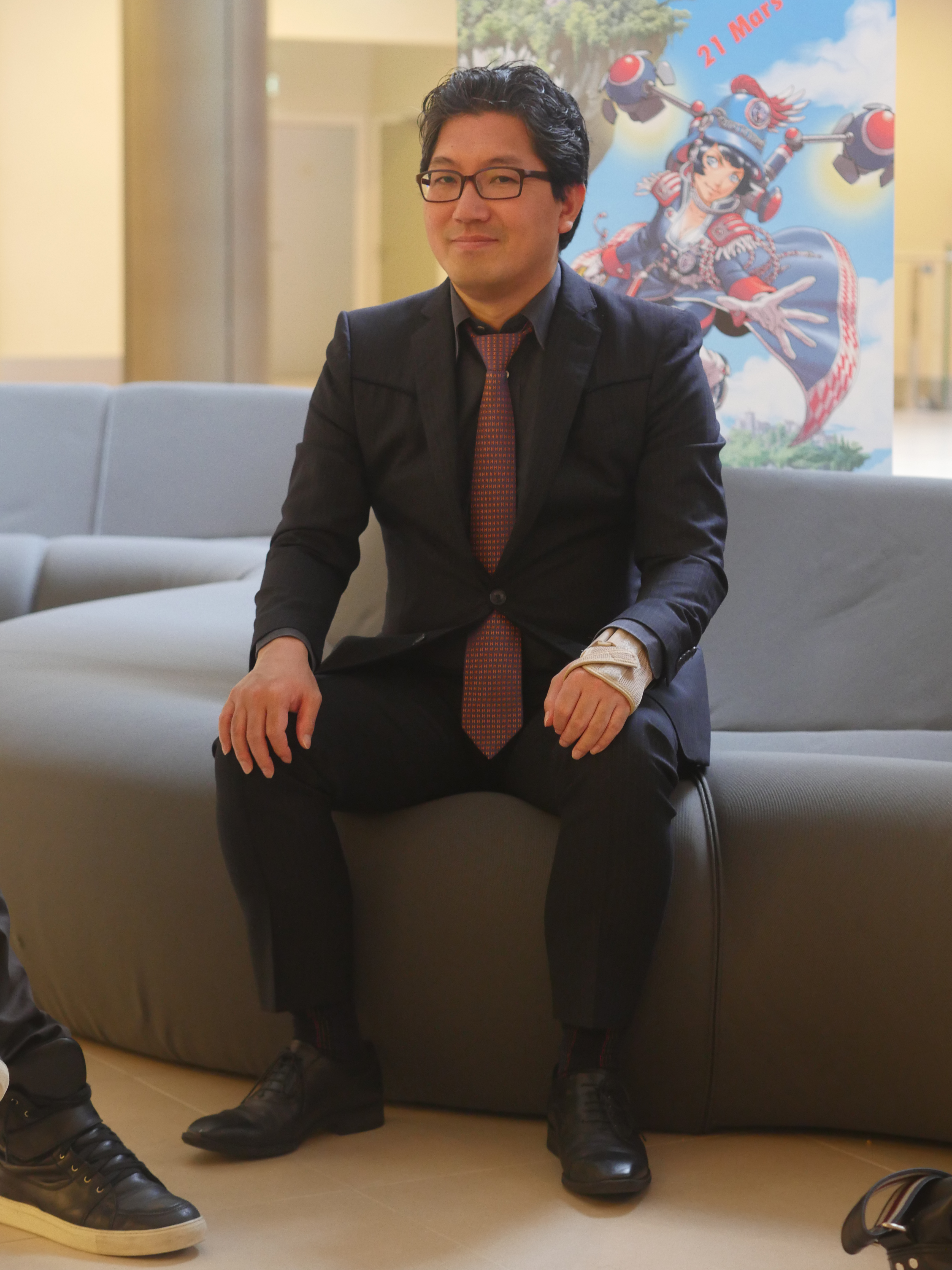
Yuji Naka, créateur du moteur de jeu de Nights into Dreams, intervient auprès de la direction de Sega afin que celui-ci ne soit pas utilisé pour aider la conception de Sonic X-treme.

Comme la Sonic Team est occupée par le développement du jeu Nights into Dreams, Sega charge son studio américain Sega Technical Institute de développer ce qui aurait dû être le premier jeu en trois dimensions de sa populaire série Sonic the Hedgehog. Intitulé Sonic X-treme, ce jeu est porté sur Saturn après que plusieurs prototypes développés sur Mega Drive et sur 32X ont été rejetés. Il est doté d'un système de caméra à objectif fisheye permettant la rotation des niveaux en fonction des déplacements de Sonic, mais le projet a été compromis après que Yuji Naka, créateur de la série, a empêché les développeurs d'utiliser le moteur graphique qu'il a conçu pour Nights into Dreams. Les dirigeants de Sega of Japan qui ont visité les locaux de Sega Technical Institute en mars 1996 ne sont pas convaincus par les progrès de Sonic X-treme, alors que Hayao Nakayama ordonne qu'il soit retravaillé autour du moteur en 3D des arènes de boss. Ainsi, les développeurs travaillent entre quinze et vingt heures par jour afin de terminer le jeu dans les délais, celui-ci devant paraître en décembre 1996. Toutefois, le projet est annulé au début de l'année 1997 après qu'Ofer Alon a démissionné, Chris Coffin ait attrapé une grave pneumonie et Christian Senn soit tombé malade au point qu'une infirmière lui annonce qu'il ne lui reste plus que six mois à vivre. Après l'annulation de Sonic X-treme, Sega décide de se concentrer sur le portage sur Saturn de Sonic 3D: Flickies' Island sorti sur Mega Drive, tandis que Sonic Team finalise Nights into Dreams pour la fin d'année 1996,,,. La focalisation sur ce jeu explique notamment qu'aucun jeu original de la série Sonic n'est paru sur Saturn. Sonic Team a également commencé à travailler sur un projet de jeu Sonic en 3D pour la Saturn. Celui-ci a abouti à Sonic Adventure, destiné à l'origine à la Saturn, mais finalement édité sur Dreamcast, Sega préférant exploiter une console plus récente. Selon Yuji Naka, des restes du projet Sonic X-treme peuvent être aperçus dans la compilation de jeux Sonic Jam,. L'équipe de développement Sega Technical Institute est quant à elle officiellement dissoute en 1996 en raison des divers changements de direction au sein de Sega of America.
Après l'annulation du projet, les fans et les journalistes ont spéculé quant à l'impact sur le marché qu'aurait eu Sonic X-treme. David Houghton, du site GamesRadar+, décrit la perspective d'un « bon jeu Sonic en 3D » sur Saturn, mais compare cette situation à celle « si les dinosaures n'avaient pas disparu ». Travis Fahs, du site IGN, estime que ce jeu représente « non seulement un tournant pour la mascotte de Sega et leur console 32 bits, mais aussi pour l'entreprise toute entière » et note qu'il s'agit d'une déception « pour les ambitions de Sega et les espoirs de leurs fans ». Dave Zdyrko, qui gérait un important site internet pour les fans de la Saturn pendant l'exploitation de cette console, émet un avis plus nuancé : « je ne sais pas si [Sonic X-treme] aurait pu sauver la Saturn, mais… Sonic a contribué au succès de la Mega Drive et ça n'avait absolument aucun sens qu'il n'y ait pas un super nouveau jeu Sonic prêt pour ou peu après le lancement de la [Saturn] ». Dans une rétrospective en 2013, le producteur exécutif Mike Wallis maintient que Sonic X-treme « aurait été assurément compétitif avec Super Mario 64 de Nintendo ». Des sites spécialisés comme GamesRadar+ et Destructoid estiment que ce jeu aurait été une source d'inspiration pour des jeux ultérieurs, comme Super Mario Galaxy, sorti en 2007,. Des journalistes ont également relevé des similarités entre Sonic X-treme et Sonic Lost World, sorti en 2013, notamment en raison des graphismes qui rappellent ceux des opus sortis sur Mega Drive, de la présence d'une caméra à objectif fisheye et de l'attraction gravitationnelle utilisée pour le gameplay de ce jeu,.

#### Un marché du jeu vidéo pour trois consoles

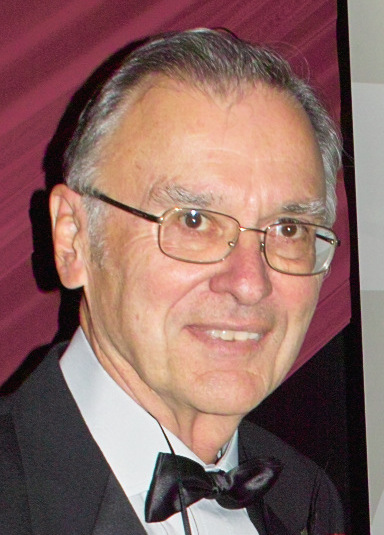
Marcian Hoff (ici en 2009), vice-président de Sega of America chargé du marketing, annonce dès l'automne 1996 que Sega travaille sur la conception d'une nouvelle console.

À partir de septembre 1996, Stolar, faute de moyens financiers suffisants et conscient que la Saturn ne peut définitivement plus rivaliser avec la PlayStation, ni avec la Nintendo 64, décide de mettre fin à toute campagne publicitaire à la télévision. En effet, à fin de ce même mois, la Saturn s'est vendue à 900 000 exemplaires, contre deux millions pour la console de Sony et 350 000 pour la nouvelle venue de Nintendo, disponible depuis le 29 septembre. À l'échelle mondiale, huit millions d'exemplaires de la PlayStation sont vendus, contre trois millions pour la Saturn et 1,5 million pour la Nintendo 64. Ce cuisant échec alimente les rumeurs selon lesquelles Sega pourrait quitter l'industrie du jeu vidéo, ce que Marcian Hoff, vice-président de Sega of America chargé du marketing dément, en annonçant que la firme japonaise travaille sur la conception d'une nouvelle console, seul moyen pour elle d'éponger les pertes financières subies à cause de la Saturn. D'après le journaliste spécialisé Steven Kent, « Sega, qui avait prouvé que le marché était assez grand pour deux montre désormais qu'il ne l'est pas assez pour trois ».
Le 18 novembre, à l'occasion des fêtes de fin d'année, Sega of America lance une offre, pour l'achat de la Saturn, un exemplaire de Virtua Fighter 2, Virtua Cop et Daytona USA. Cette promotion permet à Sega d'augmenter ses ventes de 175 % : ainsi, sur cette période, 500 000 consoles sont écoulées, un chiffre bien en dessous des attentes de Sega of America, qui prévoyait d'en vendre le double, d'autant plus que cette dernière est désormais distancée par Nintendo sur le marché américain. Sur l'ensemble de l'année, 3,6 millions de Saturn sont vendus à travers le monde, contre 11 millions de PlayStation. En outre, les ventes de la Mega Drive sont en net repli. Sega affiche un bénéfice net de 46,4 millions de dollars, soit moitié moins qu'en 1995. Il s'agit cependant de la dernière année pour laquelle Sega réalise des bénéfices sur le marché vidéoludique,,,.
Le 14 janvier 1997, Sega publie des chiffres selon lesquels un total de 7,16 millions d'exemplaires de la Saturn ont été vendus, dont 5 millions au Japon, où elle domine le marché, 1,7 million aux États-Unis et 900 000 en Europe. À partir du 15 février et jusqu'au 15 avril, Sega of America lance une nouvelle campagne promotionnelle, en offrant un jeu pour l'achat de deux autres, sur un éventail de douze titres majeurs de la Saturn, dont Nights into Dreams, Sega Rally Championship et son volant, l'Arcade Racer, Sega Worldwide Soccer et Virtual On. Cette promotion est un succès au point que Sega décide de la prolonger jusqu'à la fin mai. Néanmoins, les difficultés financières obligent Sega of America à une restructuration interne qui débouche sur le licenciement d'une centaine d'employés.

### La fin anticipée de laSaturn

#### Sega of Americapropose l'arrêt de laSaturn
À la fin février 1997, Sony annonce une nouvelle baisse de prix pour sa PlayStation, désormais accessible moyennant 200 dollars au Royaume-Uni et 100 dollars aux États-Unis. Quelques jours plus tard, Nintendo, qui a écoulé deux millions de copies de la Nintendo 64, réplique en abaissant le prix de sa console à 150 dollars. Sega suit le mouvement imposé par ses concurrents en concédant une ristourne de 50 % sur les cinq jeux les plus populaires de la Saturn, dont Virtua Fighter 2 et Dragon Force. Les détaillants pensent alors que Sega pourrait abaisser le prix de sa console à 100 dollars. En effet, la presse spécialisée rapporte que Sega of America accuse une perte nette de 216 millions de dollars, en raison des mauvaises ventes de la Saturn et des problèmes liés à l'approvisionnement d'exemplaires de la Mega Drive et de jeux pour cette dernière. En avril 1997, le détaillant FuncoLand vend désormais la Saturn au prix de 150 dollars et est immédiatement suivi par une partie de ses concurrents. Sega of America, d'abord opposée à cette décision, finit par officialiser cette ristourne, d'autant que la maison-mère prévoit une baisse des ventes de sa console, estimée à 1,9 million d'unités pour 1997, et une diminution de 46 % des recettes liées aux ventes de jeux vidéo.
À la mi-mars 1997, Bernie Stolar rencontre les dirigeants de Sega au Japon et réussit à les convaincre d'entamer la fin de vie de la Saturn, qu'il juge mal conçue, en démontrant que le fait de poursuivre l'exploitation de cette console aggraverait la situation financière de l'entreprise. Au sein du conseil d'administration, Stolar reçoit le soutien d'Isao Okawa, le fondateur de SCSK Corporation, l'actionnaire majoritaire de Sega, et donc de facto, le président de l'entreprise, qui est consterné de la manière dont Hayao Nakayama dirige Sega depuis le lancement de la Saturn. Dans un entretien paru peu avant sa mort en 2001, Okawa estime que « Nakayama n'y connaît rien aux affaires ». Commentant la gestion de l'entreprise vidéoludique, il déclare : « la gestion commerciale de Sega m'a laissé complètement abasourdi. L'un des principes de base de l'entreprise consiste à remettre le produit aux acheteurs et à recevoir de l'argent. Malheureusement, notre personnel de direction ne semblait même pas connaître ce fait fondamental. C'est pourquoi leur attitude a été si nonchalante, même si Sega accumule des dettes. Ils ne se préoccupent pas des calendriers de production ni de la gestion des produits. Ils ne pensent ni aux bilans ni aux flux de trésorerie. Ils en savent beaucoup sur les jeux, mais ils ne savent pas comment gérer l'entreprise ».
Dès lors, des rumeurs sur Internet rapportent que Sega est en train de développer une nouvelle console pour remplacer la Saturn : celle-ci aurait pour nom de code Black Belt, Dural, Project Pluto ou encore Saturn 2. D'autres rumeurs évoquent la conception d'une extension 64-bits, baptisée Eclipse, et destinée à prolonger pour quelques années la durée de vie de la Saturn sur le marché. Finalement, le 23 juin, la presse spécialisée rapporte que le projet Eclipse est annulé, actant ainsi la disparition prochaine de la Saturn.

#### Une troisième édition de l'Electronic Entertainment Expocritiquée
L'Electronic Entertainment Expo, qui se tient du 19 au 21 juin 1997 à Atlanta, est le théâtre d'une querelle entre Stolar et Victor Ireland, le président de Working Designs, une société spécialisée dans l'édition et de localisation de jeux vidéo de rôle. En effet, l'entreprise américaine se voit allouer un petit espace à l'arrière du stand de Sega, où les visiteurs sont alors peu nombreux. Ireland, qui a déjà un contentieux avec Stolar depuis l'époque où il travaillait pour Sony (Stolar s'est opposé à la publication de nombreux jeux de rôle sur la PlayStation en Amérique du Nord au motif qu'ils ne seraient pas assez rentables et nuiraient à la réputation de la console), prend ce traitement de la part de Sega comme une insulte personnelle, et rompt tout lien commercial avec la firme japonaise, au profit de Sony. Ainsi, Ireland, qui cherchait en réalité un prétexte pour ne plus éditer de jeux à destination de la Saturn, qu'il juge dépassée, annule l'importation américaine du jeu Lunar: Silver Star Story Complete sur Saturn, à la grande colère du public, alors que cette version est presque achevée,.
Le 20 juin, Stolar, soucieux « d'arrêter l'exploitation de la Saturn le plus proprement possible pour les consommateurs », instaure la politique des « cinq étoiles ». Privilégiant la qualité à la quantité, cette politique impose une évaluation à tous les jeux de la Saturn : si un titre ne reçoit pas un score supérieur à 90 points, celui-ci doit être retravaillé par ses développeurs, sans quoi il ne sera pas édité. Cette nouvelle norme de qualité est très critiquée par les joueurs, qui lui reprochent d'être à l'origine de la non-parution en Occident de nombreux titres populaires au Japon, comme le jeu de rôle Sakura Taisen et le shoot 'em up Radiant Silvergun, car ils ne satisfont pas aux critères de qualité imposés par la politique des « cinq étoiles ». Plus généralement, les joueurs imputent à Stolar le manque de jeux de qualité édités sur la Saturn en 1997 et 1998, or, c'est en réalité la maison-mère qui décide essentiellement de l'importation des titres en Occident,,,,,.
Le 23 juin, soit deux jours après l'Electronic Entertainment Expo, Stolar, désormais concentré sur le développement d'une nouvelle console et n'ayant « aucun intérêt à mentir aux gens » quant aux perspectives de la Saturn, annonce publiquement que cette dernière « n'est pas notre avenir », une phrase qui se retrouve rapidement sur tous les sites Internet anti ou pro-Sega, qui estiment que les dirigeants de Sega ne « veulent pas que la Saturn réussisse » : « pour des raisons pratiques, Stolar, enterre [la Saturn] alors qu'il lui reste encore un souffle de vie ».

#### Des ventes et des recettes financières en chute libre
En août 1997, Sony contrôle désormais 47 % du marché des consoles, Nintendo 40 % et Sega seulement 12 %. À titre d'exemple, à cette période aux États-Unis, il se vend trois fois plus de PlayStation que de Saturn. De plus, la sortie de Final Fantasy VII sur la console de Sony cette année-là a considérablement augmenté la popularité de la PlayStation au Japon, à tel point que 90 % des possesseurs de cette console détiennent une copie de ce jeu. Désormais, les ventes de la PlayStation surclassent celles de la Saturn dans ce pays,,.
Reflétant la baisse de la demande pour la console, les envois de Saturn aux différents revendeurs dans le monde chutent : de mars à septembre 1997, elles passent de 2,35 millions de consoles à 600 000 par rapport à la même période en 1996 ; en Amérique du Nord, les exportations passent de 800 000 à 50 000 consoles. D'après Bernie Stolar, le président de Sega of America, la « Saturn était une erreur en ce qui concerne le hardware. Les jeux étaient évidemment fantastiques, mais le hardware ne suivait pas ».
La commercialisation de la Saturn au Japon évolue à partir de l'été 1997 avec la création de Segata Sanshiro, un personnage d'une série de publicités télévisées joué par Hiroshi Fujioka (dont le nom se traduit par « vous devez jouer à la Sega Saturn ») et qui devient le héros d'un jeu vidéo éponyme de la console. Le 30 septembre 1997, Bernie Stolar investit 25 millions de dollars dans une ultime campagne publicitaire promouvant la Saturn aux États-Unis. Cette campagne permet de médiatiser la sortie de nombreux jeux développés par Sega, tels que Last Bronx, Sega Touring Car Championship, Fighters Megamix et Sonic R, mais aussi de titres conçus par des développeurs tiers comme, Resident Evil et Street Fighter Collection, ou encore les jeux de tir à la première personne Doom, Quake et Duke Nukem 3D, pour lesquels Sega bénéfice en exclusivité de versions non censurées. Néanmoins, cette campagne publicitaire est un échec, car elle ne fait que vanter les qualités de la Saturn, sans insister sur celles des nouveaux jeux disponibles. Alors que la presse spécialisée commence à se désintéresser de cette console, les ventes de la Saturn lors de la période des fêtes de fin d'année 1997 ne représentent que 5 % du marché américain.

#### Arrêt de laSaturnet restructuration de Sega
Le président de Sega, Isao Okawa, entreprend une restructuration de son entreprise afin de la préparer au lancement de la nouvelle console, la Dreamcast, qui est déjà en développement. Le 8 janvier 1998, il ordonne à Sega of America d'arrêter la production de la Saturn et de licencier 30 % de son personnel, soit soixante employés,. Les autres filiales de Sega voient également une diminution de leurs employés et de leur budget, les stocks sont liquidés, tandis que les détaillants les moins rentables de l’entreprise sont fermés. Okawa procède également à un renouvellement du conseil d'administration de Sega : quinze de ses vingt-cinq membres ont été encouragés à quitter leur siège, ou ont démissionné volontairement. Parmi eux, Hayao Nakayama, qui n'a pas réussi à endiguer les déficits accumulés par Sega depuis le lancement de Saturn, et qui a échoué dans son projet de fusion avec Bandai, démissionne le 12 janvier 1998 de son poste de directeur général de Sega et est remplacé par Shoichiro Irimajiri,,,. Après cinq années de baisse générale des bénéfices, Sega subit, au cours de l'exercice clos le 31 mars 1998, ses premières pertes financières, tant sociales que consolidées, depuis son introduction à la Bourse de Tokyo en 1988. En raison d'une baisse de 54,8 % des ventes de produits de consommation (dont une baisse de 75,4 % à l'étranger), principalement due aux mauvaises ventes de la Saturn, Sega enregistre une perte nette de 43,3 milliards de yens (soit 360,8 millions de dollars),.
L'annonce de la fin de la production de la Saturn a des conséquences immédiates sur la publication de nouveaux jeux aux États-Unis. En effet, dès janvier 1998, Capcom annule la sortie de Resident Evil 2 sur la console de Sega. En outre, la traduction en anglais de Grandia est elle aussi suspendue, tout comme celle de Lunar: Silver Star Story Complete. Au total, seulement douze jeux Saturn sont édités en Amérique du Nord en 1998, Magic Knight Rayearth étant la dernière sortie officielle, contre 119 en 1996,. À la fin janvier 1998, Sega of America abaisse le prix de la Saturn à 100 dollars et celui de ses jeux à 10 dollars afin de se débarrasser des stocks, la démarche étant rapidement suivie en Europe et au Japon. Les magasins Walmart et Electronics Boutique réduisent même le prix de la console à 75 dollars et celui des jeux à seulement cinq dollars. Si des jeux comme Nights into Dreams, Panzer Dragoon, Virtua Fighter 2, Tomb Raider, Resident Evil ou encore Duke Nukem 3D sont rapidement en rupture de stock, les jeux vidéo de sport restent sur les étalages pendant des années. Malgré le succès de cette liquidation des inventaires de Sega, la firme nippone n'en tire aucun bénéfice, les rabais étant trop importants.
Le 31 mars, la commercialisation de la Saturn est définitivement interrompue en Amérique du Nord, tandis qu'Electronics Boutique cesse toute importation de jeux vidéo de cette console en provenance du Japon. Deux mois plus tard, Sega met un terme à la production de nouveaux jeux pour la Saturn. Ainsi, seuls sept nouveaux jeux sont édités après cette date : House of the Dead, Shining Force III, Burning Rangers et Magic Knight Rayearth pour le marché américain exclusivement, et Street Fighter Alpha 3, Final Fight Revenge et Yuyu Gensyokuoku Deluxe Edition au Japon.
La Saturn est retirée de la vente en Europe en novembre 1998. La situation est cependant différente au Japon ; en effet des jeux sont encore développés jusqu'à la fin de production de la console le 23 décembre 2000.
Le 21 mai 1998, Sega présente officiellement au public la Dreamcast avant même la sortie des derniers jeux Saturn. Finalement, la Dreamcast sort le 27 novembre 1998 au Japon, le 9 septembre 1999 en Amérique du Nord et le 14 octobre 1999 en Europe. La décision d'abandonner la Saturn a pour conséquence de laisser le marché occidental sans jeux Sega pendant plus d'un an (à la fin de l'année 1998, Sega of America ne représente plus qu'1 % du marché américain), ce qui est en grande partie la cause de la perte nette consolidée supplémentaire de 42,881 milliards de yens (soit 450 millions de dollars) que Sega a subie au cours de l'exercice clôturé en mars 1999,,. Au total, entre 1993 et 1998, Sega a accumulé environ 1,07 milliard de dollars de dettes. À la suite de ces pertes, le constructeur annonce son intention de supprimer 1 000 postes, soit près d'un quart de ses effectifs, dont 700 à Sega of America,,.
Finalement, il s'est vendu 5,75 millions d'exemplaires de la Saturn au Japon (dépassant les 3,58 millions d'exemplaires écoulés de la Mega Drive), 1,8 million aux États-Unis, 1 million en Europe et 530 000 sur les autres marchés,. Avec un total de ventes de 9,26 millions d'unités, la Saturn est considérée comme un échec commercial, bien que ses ventes japonaises aient dépassé les 5,54 millions d'unités de la Nintendo 64,,. Les problèmes de distribution et de disponibilité dans les points de vente sont cités comme un facteur important de l'échec de la Saturn, car le lancement surprise de la console a entamé la réputation de Sega auprès des principaux détaillants. Inversement, le long retard de Nintendo dans la sortie d'une console 3D et les dommages causés à la réputation de Sega par des extensions mal supportés pour la Mega Drive sont considérés comme des facteurs majeurs de la réussite de Sony sur le marché des consoles,.

## Spécifications techniques

### Généralités
| Processeur central Hitachi SH-2  | Processeur de son de la Saturn (SCSP) | Motorola 68EC000        |
| Processeur central Hitachi SH-2  | Processeur de son Yamaha FH1 (SCSP)   | Motorola 68EC000        |
| Video display processor 1        | Video display processor 2             | Carte-mère de la Saturn |
| Video Display Processor 1 (VDP1) | Video Display Processor 2 (VDP2)      | Carte-mère de la Saturn |

La Saturn est équipée de deux microprocesseurs centraux Hitachi SH-2 cadencés à 28,6 MHz développant 56 MIPS et aidés par une unité de contrôle (SCU System Control Unit, à 14,3 Mhz qui contrôle les bus et fait office de co-processeur). Elle dispose de 2 Mo de RAM mémoire vive principale, 1,5 Mo de mémoire vidéo, 512 ko de mémoire sonore, 512 ko de mémoire tampon destinée à la lecture de disque et 32 ko de mémoire de sauvegarde. La console possède également un connecteur permettant d'installer une cartouche d'extension de mémoire. Le lecteur de CD-ROM double vitesse (2X) fonctionne grâce à un microprocesseur Hitachi SH-1 dédié, afin de réduire les temps de chargement.
Le son est produit par un microprocesseur Motorola 68000 cadencé à 11,3 MHz et d'un générateur de son FM Yamaha FH1 cadencé à 22,6 MHz, pouvant prendre en charge jusqu'à 32 canaux sonores.
La Saturn dispose de deux processeurs vidéo, le VDP1, qui gère les sprites, les textures et les polygones, et le VDP2, qui gère les arrière-plans. La console peut afficher une résolution de 320 × 224 à 704 × 224 pixels et jusqu'à 16,77 millions de couleurs simultanément. La connexion à un téléviseur s'effectue grâce à un câble AV stéréo.

### Difficultés techniques rencontrées par les concepteurs de jeux vidéo
Pour son époque, la Saturn est dotée d'un hardware impressionnant, mais sa complexité, causée par l'utilisation de deux microprocesseurs principaux, rend cette puissance difficile à exploiter pour les développeurs habitués à la programmation classique. Le plus grand inconvénient reste que les deux microprocesseurs partagent le même bus informatique et ne peuvent pas accéder à la mémoire système en même temps. Il est donc essentiel d'utiliser pleinement les 4 Ko de mémoire cache de chaque microprocesseur pour pouvoir profiter de leurs performances. Ainsi, il est estimé que le codage nécessaire pour faire fonctionner un jeu sur la Saturn réduit de 25 % la puissance du système. Pour Yu Suzuki, le seul moyen d'obtenir un jeu sur Saturn, qui soit graphiquement équivalent à un jeu sur PlayStation, est de le programmer en assembleur. Or, les développeurs, qui admettent pourtant la supériorité technique de la Saturn en termes de programmation, se tournent vers la PlayStation ; celle-ci utilise le langage de programmation C, plus facile à coder. Ainsi, lors des débuts de la Saturn, le développement de jeux par des éditeurs tiers est d'abord entravé par le manque de bibliothèques logicielles et d'outils de développement. Cela oblige les développeurs à écrire en langage assembleur pour obtenir de bonnes performances : ce type de programmation offre une augmentation de vitesse de deux à cinq fois supérieure à celle des langages de niveau supérieur comme le C. En effet, la Saturn affiche des performances similaires à la PlayStation concernant le traitement des images en trois dimensions, mais s'avère meilleure que sa concurrente dans l’affichage en deux dimensions. Or, la console de Sega calcule les textures en quadrilatères, alors que les développeurs sont habitués à travailler avec des triangles, d'autant plus que ces mêmes développeurs éprouvent des difficultés à synchroniser les deux microprocesseurs de la Saturn,.
Par exemple, Virtua Fighter utilise un microprocesseur pour chaque personnage, tandis que Nights into Dreams nécessite un microprocesseur pour les environnements 3D et d'un autre pour les objets 2D. Le Saturn Visual Display Processor 2  (VDP2), qui peut générer et manipuler des arrière-plans, est également cité comme l'une des caractéristiques les plus importantes du système,. D'après Yū Suzuki, au sujet du développement du portage pour Saturn du jeu Virtua Fighter, « un processeur central très rapide serait préférable. Je ne pense pas que tous les programmeurs sont capables de programmer deux microprocesseurs, la plupart ne peuvent obtenir qu'une fois et demie la vitesse d'un SH-2. Je pense que seulement 1 programmeur sur 100 est assez bon pour obtenir ce genre de vitesse [presque le double] avec la Saturn »,.
Le design de la console suscite des commentaires mitigés parmi les développeurs de jeux et les journalistes. Les développeurs cités dans le numéro de décembre 1995 du magazine Next Generation décrivent la Saturn comme « une véritable machine de codeurs » pour « ceux qui aimeraient se lancer dans l'assemblage et vraiment hacker le matériel », avec « plus de flexibilité » et « plus de puissance de calcul que la PlayStation ». La table d'harmonie de la Saturn fait également l'objet de nombreux éloges. En revanche, Ezra Dreisbach, programmeur de Lobotomy Software, décrit la Saturn comme étant nettement plus lente que la PlayStation, tandis que Kenji Eno de WARP observe peu de différences entre les deux systèmes. Ezra Dreisbach, en particulier, critique l'utilisation par la Saturn de quadrilatères comme motif géométrique de base des graphismes 3D, par opposition aux triangles utilisés par la PlayStation et la Nintendo 64. Ken Humphries de Time Warner Interactive fait remarquer que, par rapport à la PlayStation, la Saturn est nettement moins performante pour générer des polygones, mais nettement meilleure pour les graphismes 2D à base de sprites.
Sega répond aux plaintes concernant la difficulté de programmation en créant de nouvelles librairies graphiques qui sont censées rendre le développement plus facile. Sega of America achète une société de développement basée au Royaume-Uni, Cross Products, pour produire le système de développement officiel de sa console,. Malgré ces défis, Masato Maegawa, le PDG de Treasure, estime qu'il est plus difficile de développer des jeux sur Nintendo 64 que sur Saturn. Jon Burton, de Traveller's Tales, considère que si la PlayStation est plus facile à « mettre en route, on atteint rapidement ses limites », alors que le matériel « compliqué » de la Saturn a la capacité  « d'améliorer la vitesse et l'apparence d'un jeu lorsque tout est bien utilisé ». L'utilisation par la Saturn de sprites 2D pour générer des polygones et simuler l'espace 3D fait l'objet de critiques majeures. La PlayStation fonctionne de la même manière, mais comporte également un processeur baptisé Geometry Transformation Engine, qui permet de générer des polygones supplémentaires. En conséquence, plusieurs analystes décrivent la Saturn comme étant « essentiellement » un système 2D,,.
Ces difficultés techniques, notamment l'architecture multiprocesseur, se répercutent sur le développement d'émulateurs pour la Sega Saturn,,,.

### Périphériques

#### Manette classique
La manette de la console comporte six boutons en façade (A, B, C, X, Y et Z), deux boutons latéraux (L et R), une croix directionnelle et le traditionnel bouton start.
Les premiers modèles américain, européen et australien de la manette ont une forme différente de celle de la version japonaise originale ; cette dernière sera reprise sur les seconds modèles occidentaux. La manette japonaise, quant à elle, conserve la même silhouette dans sa deuxième version (seule la couleur change).

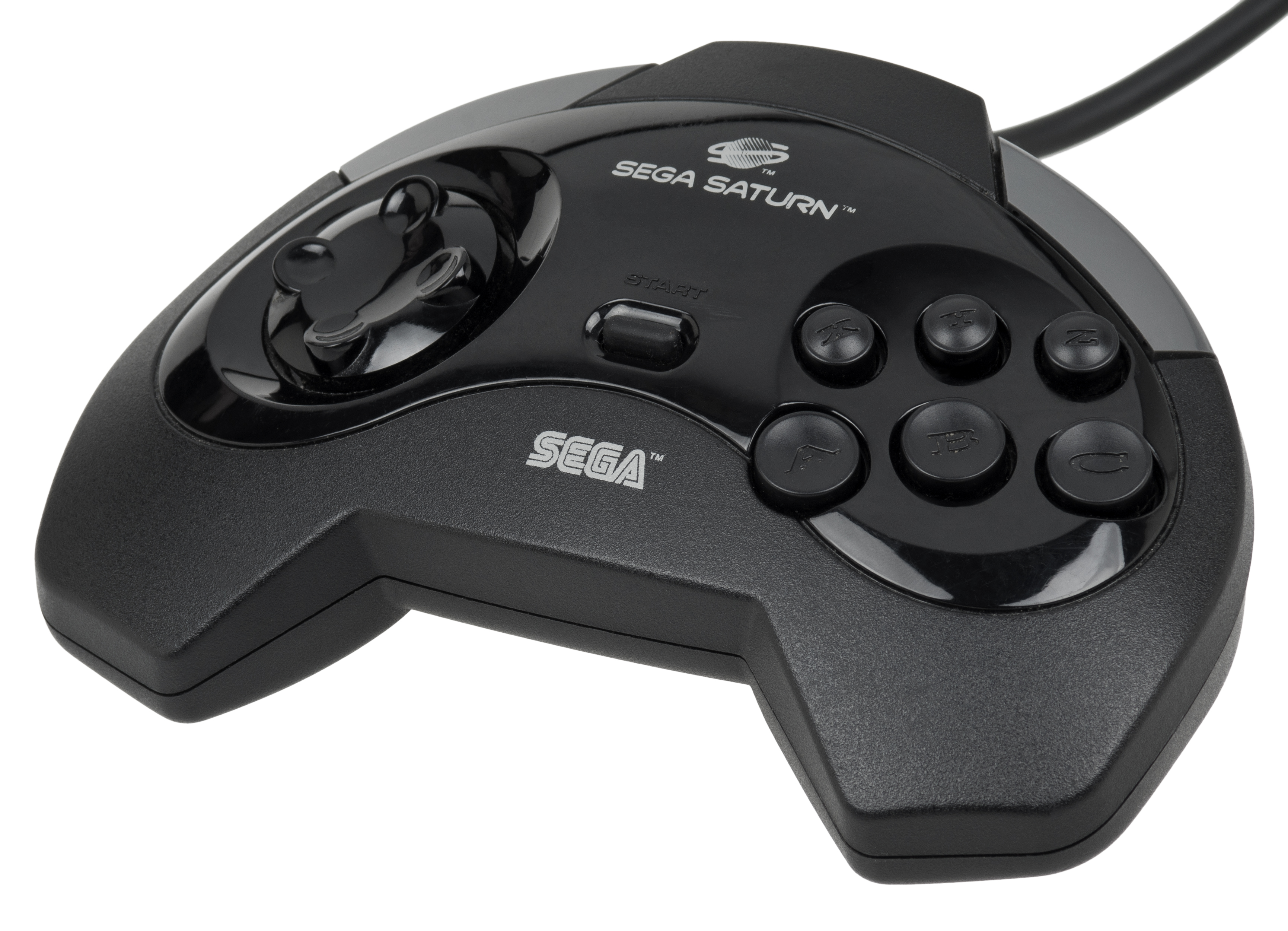
Le premier modèle occidental de la manette.
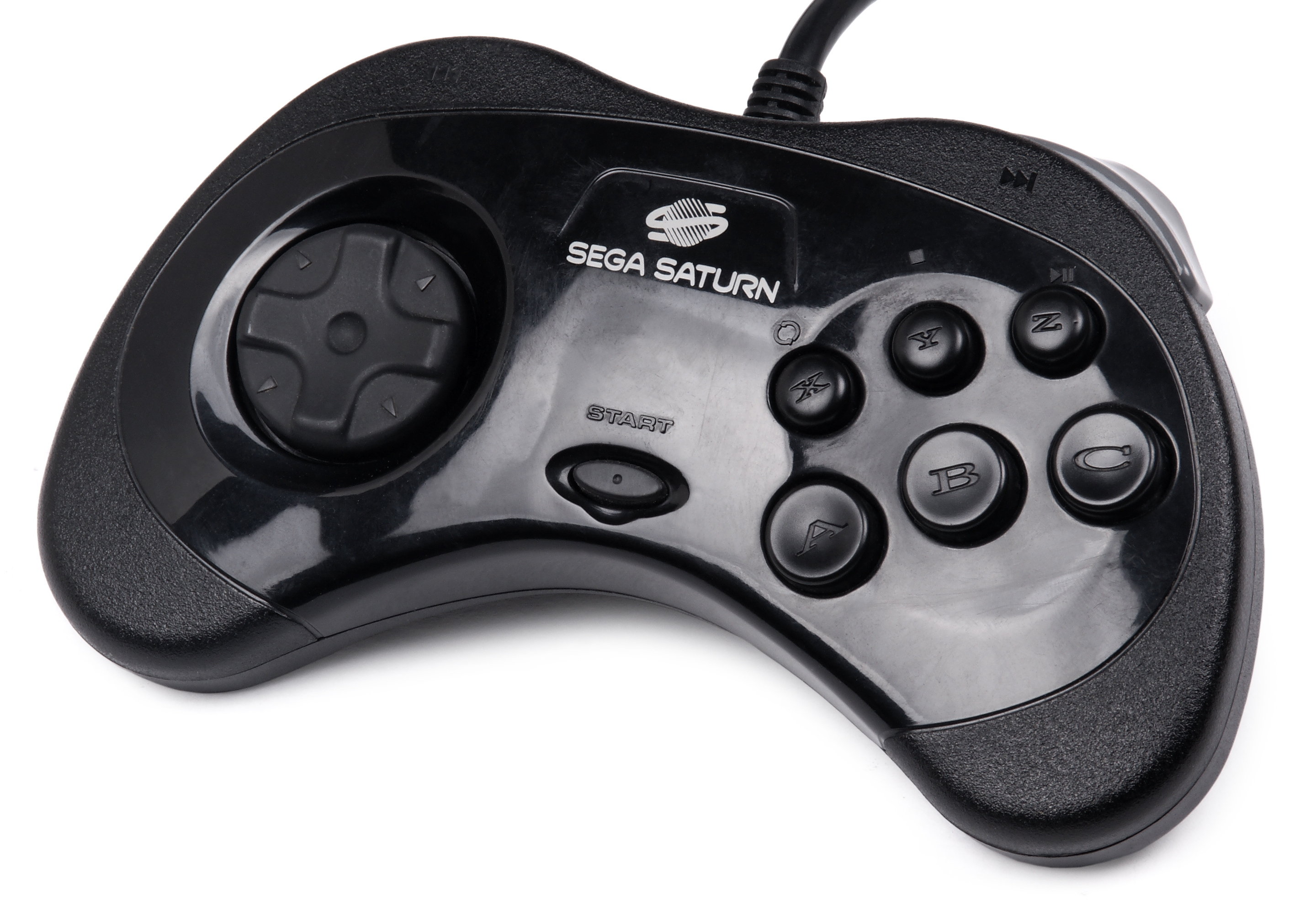
Le second modèle occidental de la manette.
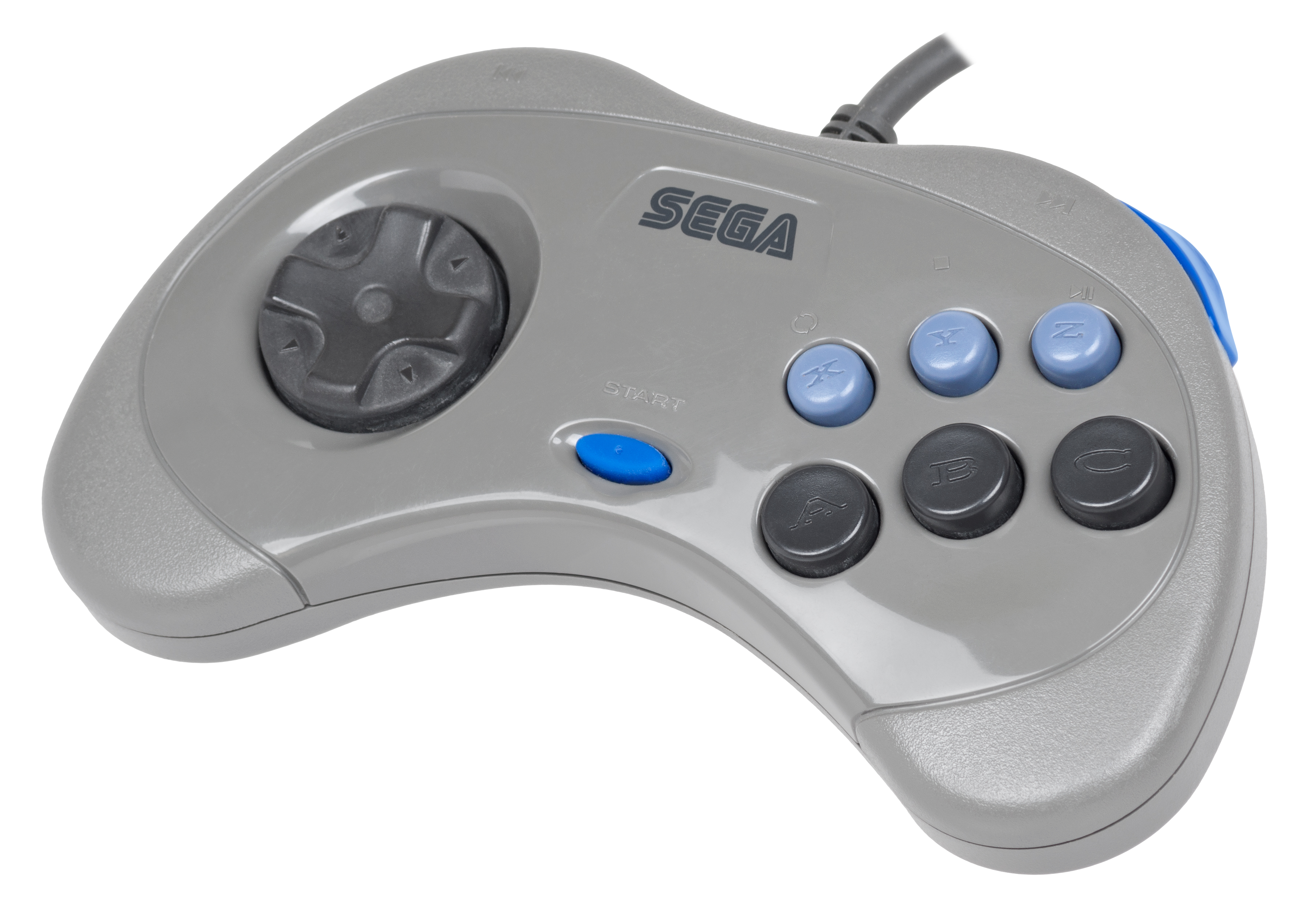
Le premier modèle japonais de la manette.
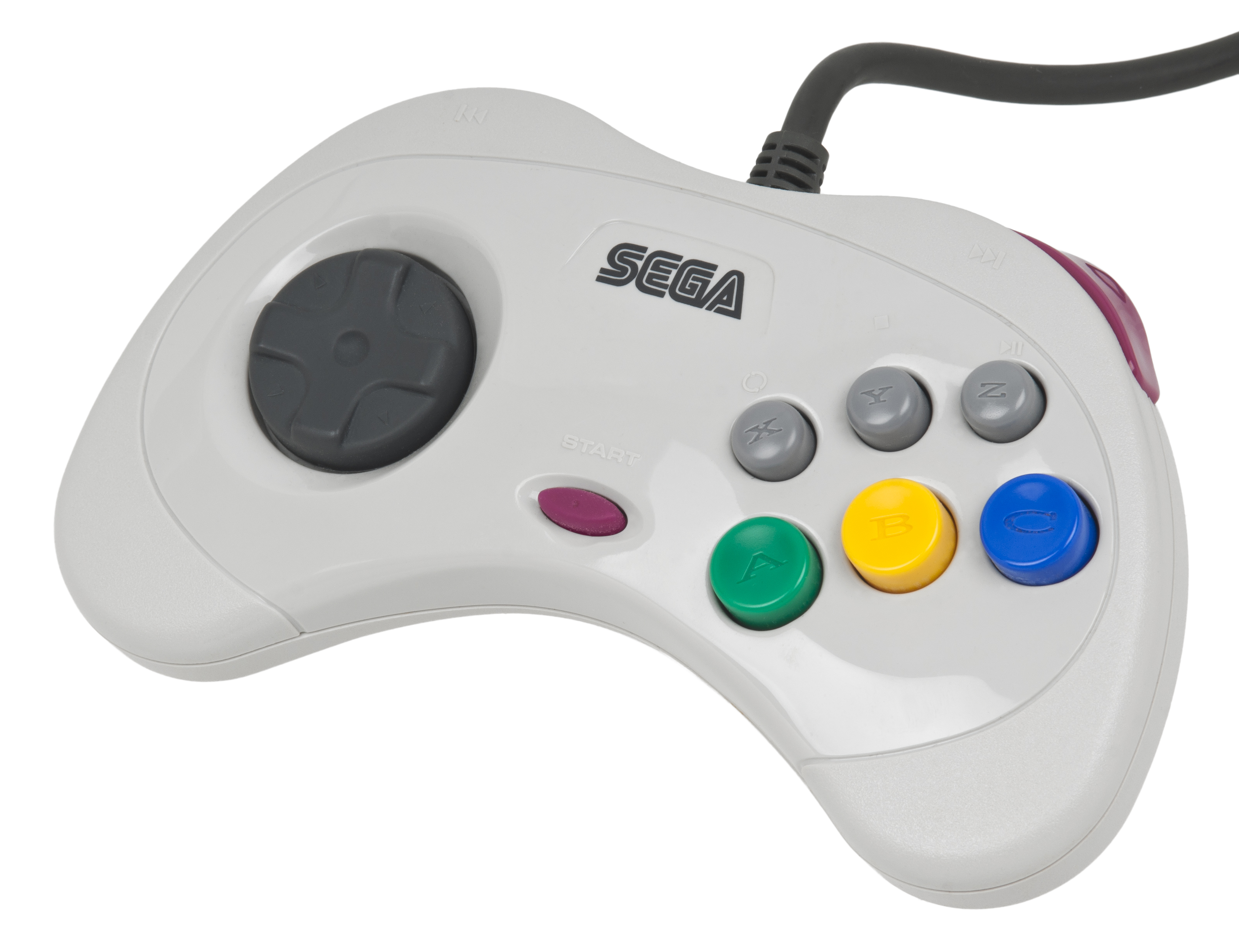
Le second modèle japonais de la manette.

Au Japon, les manettes Saturn sont proposées en différents coloris.

#### Manette sans fil
La Saturn dispose également d'une manette sans fil, alimentée par des piles AA, utilisant un signal infrarouge pour se connecter à la console. Cette innovation permet à deux personnes de jouer en utilisant la fonction sans fil.

#### 3D Control Pad
Le 5 juillet 1996, la sortie japonaise de Nights into Dreams est accompagnée de l'apparition d'une nouvelle manette filaire, appelée Sega Multi Controller (セガマルチコントローラー) ; celle-ci est proposée en coffret avec le jeu au prix de 7 800 yens, soit environ 66 euros, ou seule au tarif de 3 800 yens, soit environ 32 euros.
Dotée d'un design radicalement différent, elle dispose des mêmes boutons que la manette classique, présentés dans les mêmes coloris. Un stick analogique est également présent : le joueur peut passer du stick à la croix directionnelle en commutant un interrupteur situé sous le bouton start. Une autre particularité est la présence de deux gâchettes analogiques latérales, en remplacement des boutons latéraux L et R de la manette classique.
La version occidentale du Sega Multi Controller est noire et est appelée 3D Control Pad, sauf au Brésil où celle-ci prend l'appellation de Joystick 3D ; elle sort le 23 août 1996 en Amérique du Nord au prix de 39,99 dollars, soit environ 35 euros (ou 69,99 dollars en coffret avec le jeu, soit environ 60 euros), et en septembre 1996 en Europe, soit en même temps que NiGHTS into Dreams… sur chaque territoire. En Corée du Sud, elle est dénommée Samsung Multi Pad (en coréen : 삼성 멀티패드).

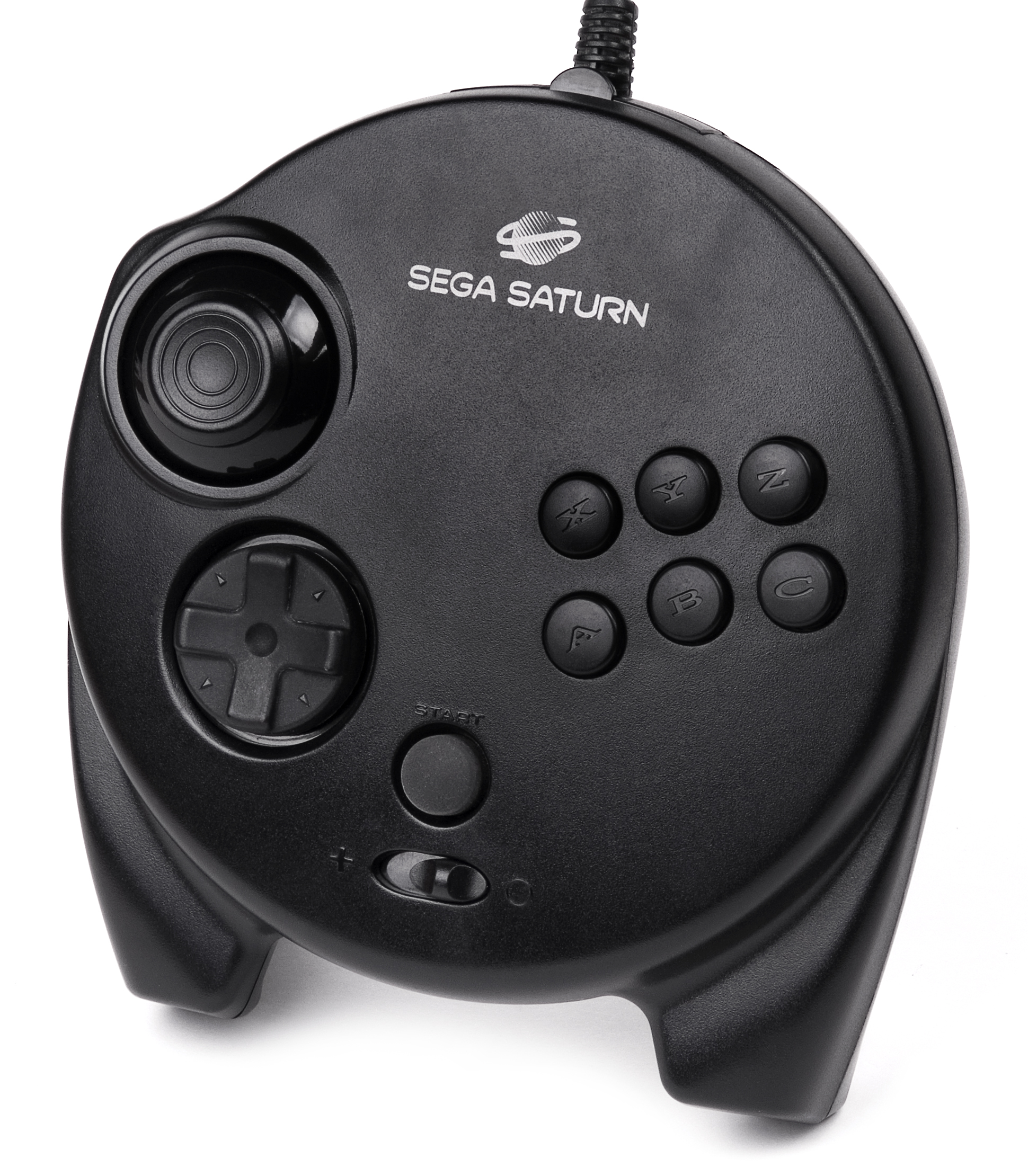
Le 3D Control Pad.
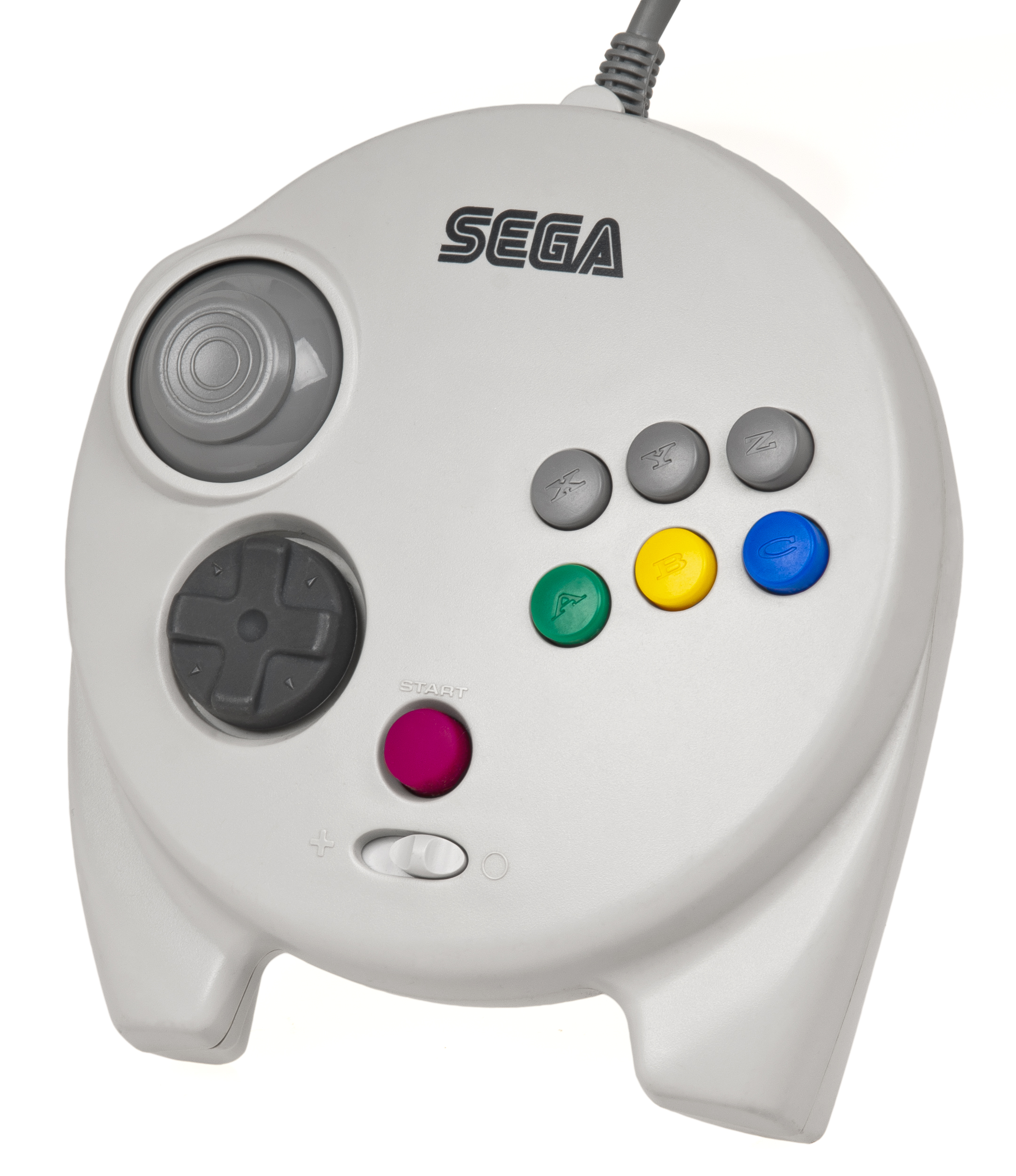
Le Sega Multi Controller.

#### Autres
Plusieurs types de joystick de borne d'arcade sont créés pour la Saturn, dont le Virtua Stick ; la dernière version sortie en juillet 1996 rapproche visuellement le joystick de celui d'une borne d'arcade,. Ce Virtua Stick Pro est destiné à être utilisé par deux joueurs simultanément ; le Mission Analog Stick est équipé d'un stick analogique, et le Twin Stick, équipé de deux sticks analogiques, est censé procurer les mêmes sensations qu'un joystick de borne d'arcade classique.
Certains périphériques permettent d'augmenter le nombre de joueurs, comme le Play Cable permettant de connecter ensemble deux consoles Saturn. Il est utilisé pour les jeux multijoueurs pouvant s'utiliser sur deux écrans,. On peut également citer le multitap qui permet à jusqu'à six personnes de jouer sur la même console,. En fait, la Saturn est conçue à l'origine pour supporter jusqu'à 12 joueurs sur une seule console, en utilisant deux multitaps. Le jeu Saturn Bomberman, par exemple, permet de jouer jusqu'à 10 personnes en utilisant deux multitaps.
Au Japon, la société Capcom fabrique des cartes d'extension de RAM à destination de la Saturn, afin de rendre certains jeux plus performants. Sega of America, perdant de l'argent avec l'exploitation de la Saturn, refuse de commercialiser ces cartes : leur coût de production élevé ne permettrait pas de générer de bénéfices suffisants.
D'autres périphériques sont alors conçus par Sega, comme un pistolet optique, le Virtua Gun, utilisable avec des jeux de tir tels que Virtua Cop et The Guardian. Une nouvelle version de ce pistolet, avec un nouveau bouton de démarrage et un nouveau déclencheur, est disponible à la sortie de Virtua Cop 2. Il existe aussi un volant destiné aux jeux de course, l'Arcade Racer,. Enfin, d'autres accessoires comprennent un clavier, une souris,, un lecteur de disquettes et une carte vidéo,.

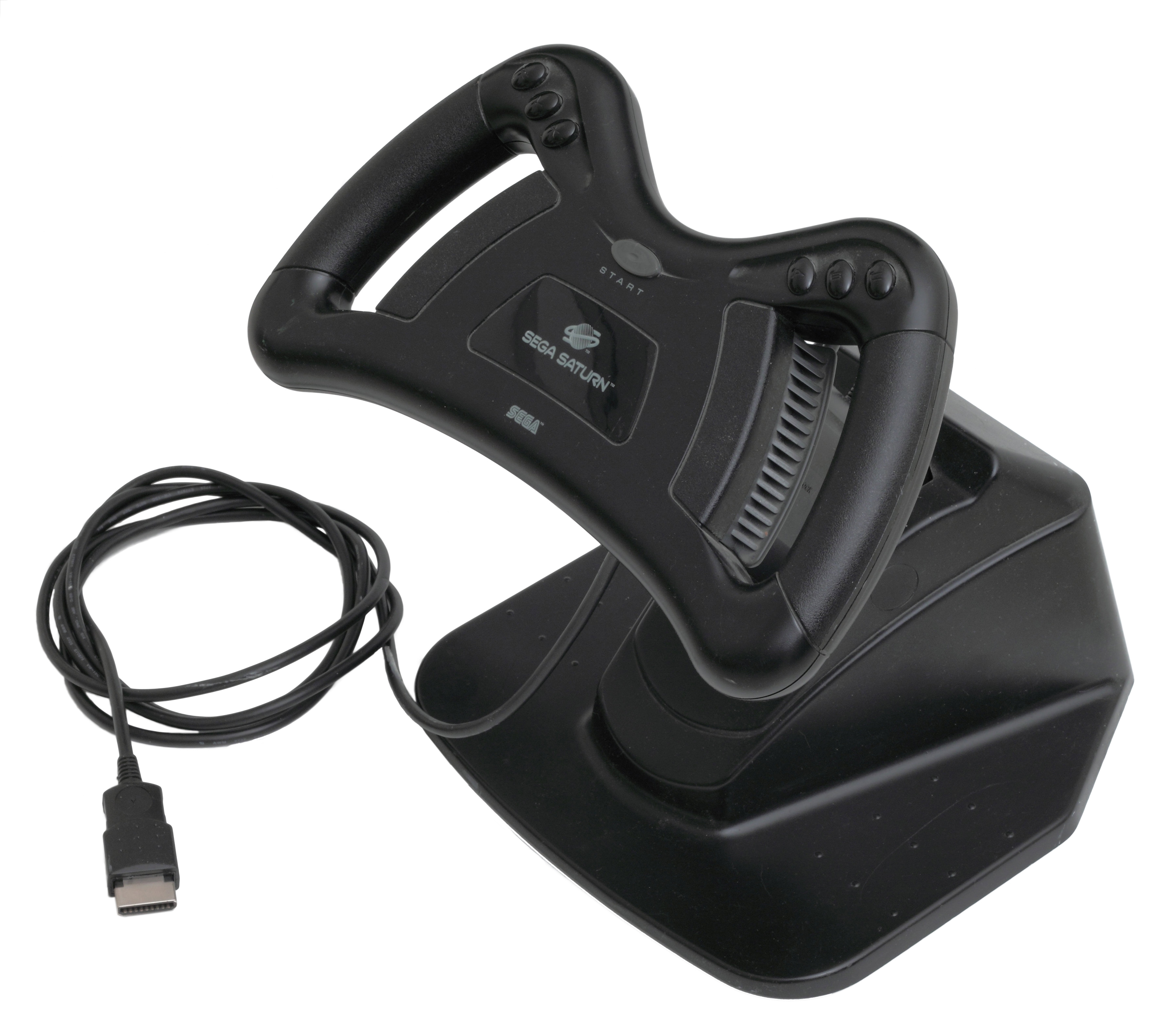
Le volant Arcade Racer.
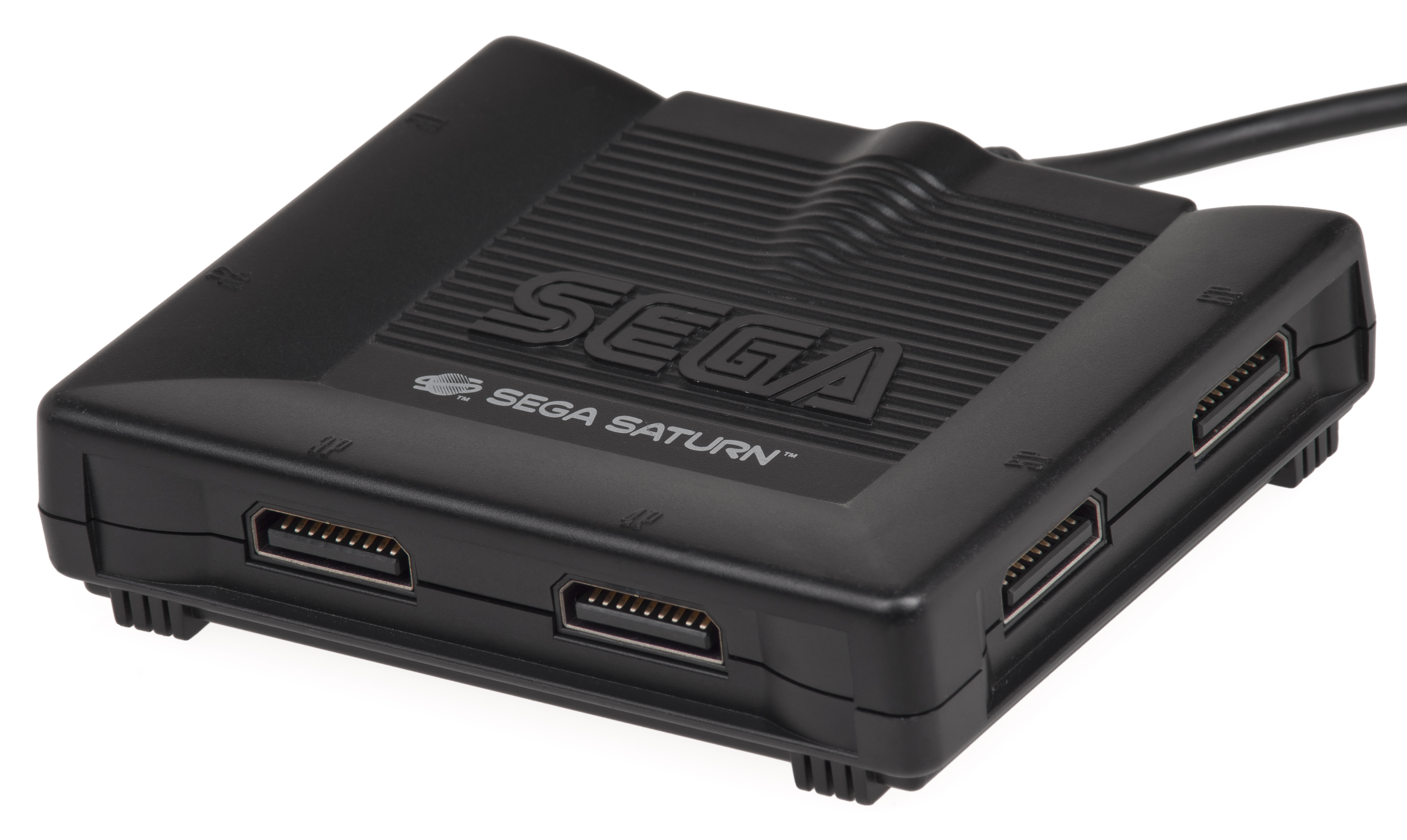
Le multitap.
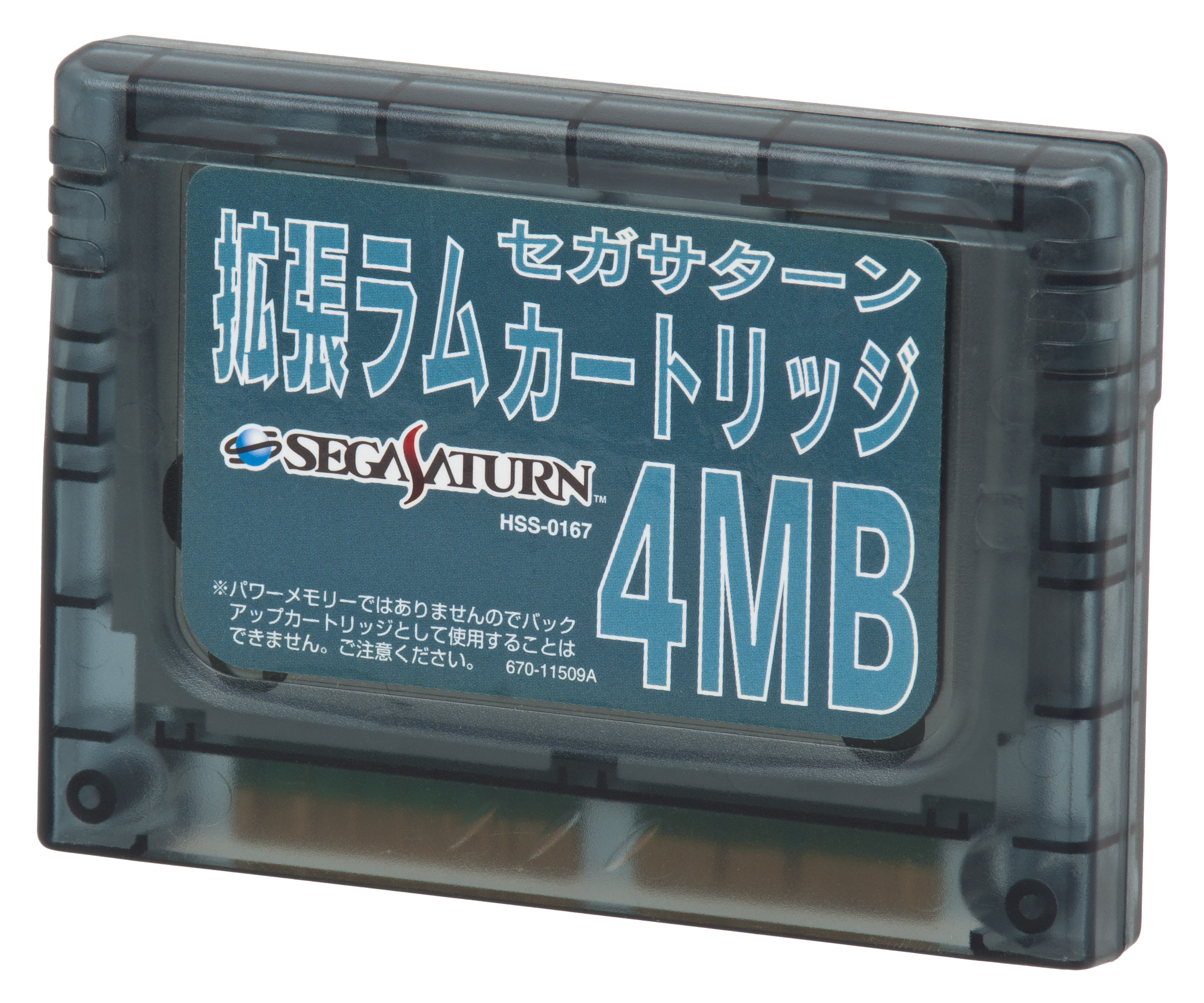
Une carte d'extension de mémoire vive.

### Services en ligne

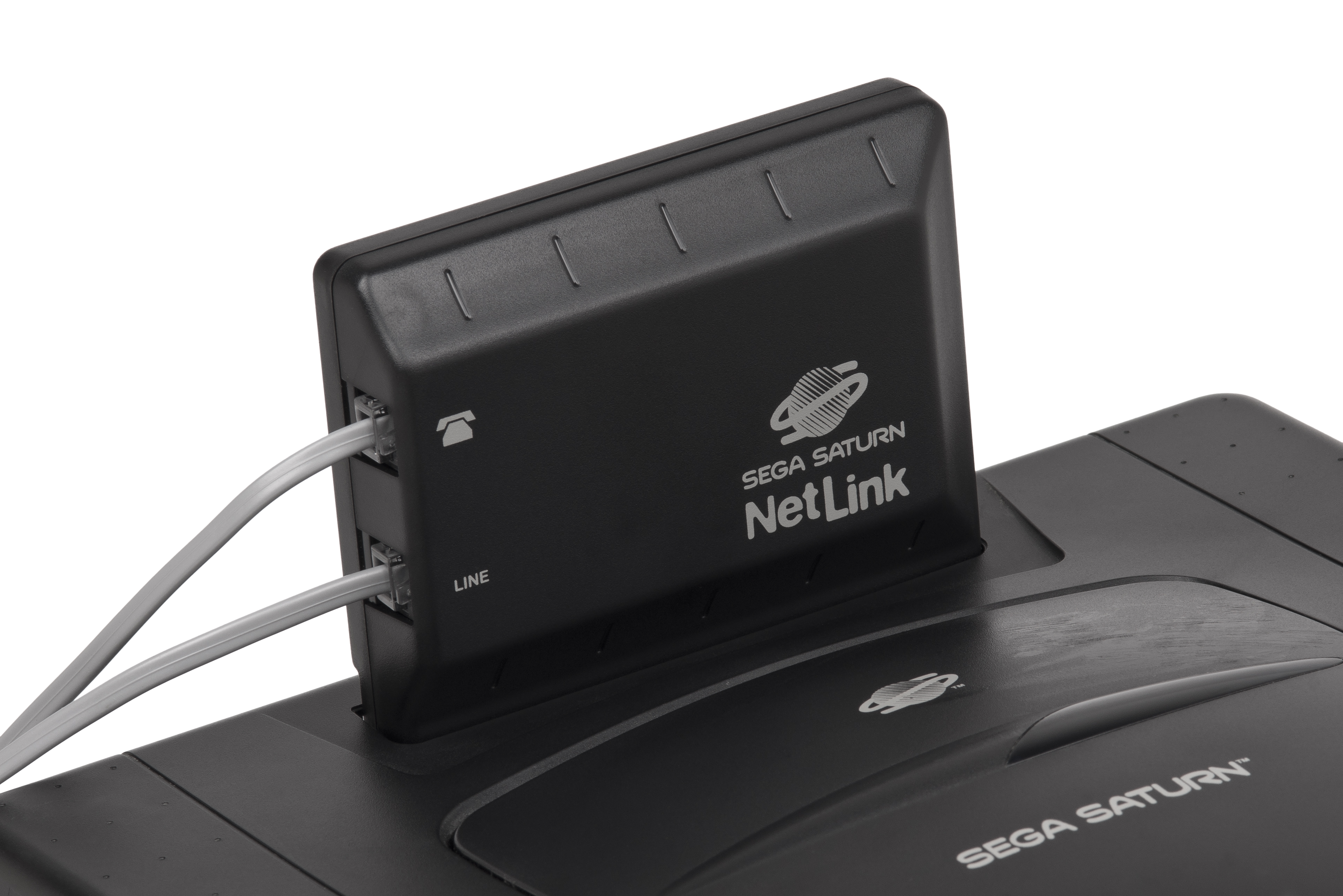
Le Sega Net Link.

Comme la Mega Drive, la Saturn dispose d'un service de jeu sur Internet, lancé à partir du 19 juin 1997 aux États-Unis. Le Sega Net Link est un modem 28,8k qui s'insère dans le port cartouche de la Saturn pour pouvoir accéder à un service multijoueur. Au Japon, un service de pay-to-play, aujourd'hui disparu, est mis en place pour les joueurs. Il peut également être utilisé pour naviguer sur le Web, envoyer des emails et discuter en ligne. Comme le Net Link est sorti avant le clavier Saturn, Sega sort une série de CD contenant des centaines d'adresses de sites Web, afin que les propriétaires de Saturn puissent naviguer avec le joypad. Le Net Link fonctionne avec cinq jeux : Daytona USA: C.C.E. Net Link Edition, Duke Nukem 3D, Saturn Bomberman, Sega Rally, et Cyber Troopers Virtual-On: Operation Moongate. Sega ne commercialise pas le Sega Net Link en Europe, en raison de son échec commercial aux États-Unis (seulement 15 000 exemplaires vendus) : peu de personnes disposent d'un accès à Internet à cette époque et le nombre de jeux disponibles pour cette extension reste trop faible.
En 2013, la presse spécialisée rapporte l'existence de deux exemplaires d'un prototype de console baptisé Sega Pluto. Basée sur l’architecture de la Saturn, cette console, qui aurait été développée en 1997, dispose du modem Net Link intégré.

## Ludothèque
De nombreux titres de la Saturn sont des portages de jeux d'arcade de Sega, comme Daytona USA, The House of the Dead, Last Bronx ou encore les séries des Virtua Cop et Virtua Fighter. De la même façon, plusieurs portages des jeux de combat de Capcom garnissent la ludothèque de la Saturn, notamment Vampire Savior: The Lord of Vampire, Marvel Super Heroes vs. Street Fighter et Street Fighter Alpha 3, réputés pour être des copies fidèles aux versions d'arcade. On trouve aussi Fighters Megamix, développé par l'équipe Sega-AM2 pour la Saturn plutôt que pour les bornes d'arcades, le jeu combine des personnages issus de Fighting Vipers et Virtua Fighter, qui recueille des critiques positives dans la presse spécialisée. Parmi les exclusivités de la Saturn les mieux notées par la presse spécialisée figurent Panzer Dragoon Saga, Dragon Force, Guardian Heroes,, Nights into Dreams,, Panzer Dragoon II Zwei et Shining Force III,,. Certains jeux PlayStation tels que Castlevania: Symphony of the Night, Resident Evil et Wipeout 2097 font l'objet de portages Saturn avec des résultats mitigés. Le jeu Exhumed de Lobotomy Software présente certains des graphismes 3D les plus impressionnants de la Saturn, ce qui conduit Sega à engager les développeurs de ce jeu pour produire les portages Saturn de Duke Nukem 3D et Quake,. Le soutien limité d'Electronic Arts pour la Saturn, et l'échec de Sega à développer un jeu de football à temps pour le sortir à l'automne 1996 ont donné à la console de Sony le premier rang dans le genre sportif,,. Cela ne signifie pas pour autant que la Saturn ne dispose d'aucun jeu de sport, la gamme Sega Sports, regroupe en effet des jeux édités par Sega, comptant des opus très appréciés, comme les licences World Series Baseball et Sega Worldwide Soccer,,. Au total, la Saturn possède environ 1 000 jeux officiels, lui attribuant un catalogue presque trois fois plus important que la console concurrente de l'époque, la Nintendo 64 (avec 388 jeux). Cependant, 241 jeux seulement sont disponibles en Europe, obligeant les passionnés à se tourner vers l'import.
Après l'annulation de Sonic X-treme, la Saturn se retrouve sans jeu exclusif de la série Sonic. La console accueille uniquement des compilations, dont Sonic Jam, un portage de Sonic 3D: Flickies' Island et le jeu de courses Sonic R,. Le jeu de plates-formes le plus emblématique de la Saturn est Bug!, dont le héros éponyme aurait pu devenir une mascotte, au même titre que Sonic à l'époque de la Mega Drive. Bien que le jeu ait reçu des critiques positives à sa sortie,,, au point d'obtenir une suite Bug Too!, le jeu n'obtient pas le succès escompté et le personnage n'est plus utilisé par la suite,,,. Considéré comme l'un des titres les plus importants de la Saturn, et développé par la Sonic Team, Nights into Dreams est un jeu dont le but est de faire le score le plus élevé possible, qui tente de simuler à la fois la joie de voler et la sensation fugace des rêves. Le gameplay consiste à diriger Nights, un personnage androgyne en forme de lutin, alors qu'il vole sur un plan principalement 2D à travers des scènes surréalistes, chacune étant divisée en quatre segments. Les niveaux se répètent en boucle, aussi longtemps que la limite de temps imposée par le jeu le permet. Dans lesdits niveaux, le joueur doit guider Nights afin qu'il survole ou en le guidant à faire des boucles autour de divers objets qui défilent rapidement, chacune de ces actions permet de gagner des points supplémentaires. Bien que l'environnement du jeu n'est pas entièrement en 3D comme celui de Super Mario 64 (de Nintendo), l'accent mis par Nights sur les mouvements sans entraves et les techniques acrobatiques gracieuses démontrent le potentiel intuitif des manettes analogiques,,. Burning Rangers, développé par la Sonic Team, est un jeu d'action-aventure entièrement en 3D mettant en scène une équipe de pompiers spatiaux. Il a été salué pour ses effets de transparence et sa direction artistique très personnelle, mais il a été critiqué pour sa courte durée de vie et mis en vente en quantités limitées, alors que la Saturn était déjà en fin de vie,,.
Certains des jeux qui ont rendu la Saturn populaire au Japon, tels que Grandia et la série des Sakura Wars, ne sont jamais sortis en Occident en raison de la politique de Sega of America. En effet, la branche américaine de Sega refuse d'exporter les RPG et des jeux japonais qui pourraient ternir la réputation de la console en Amérique du Nord,. Sega of America gérant à la fois le marché américain et le marché européen, cette décision bloque également la distribution en Europe des jeux concernés. C'est ainsi que, bien qu'ils aient d'abord fait leur apparition sur Saturn, des jeux comme Dead or Alive,, Grandia et Lunar: Silver Star Story Complete ne sortent en Occident que sur PlayStation. Cette politique de la branche américaine de Sega provoque des tensions, voire des ruptures, avec les partenaires de la société. C'est ainsi que Working Designs, une société américaine d'édition et de localisation de jeux vidéo, exporte plusieurs jeux Saturn japonais pour le marché occidental, avant qu'un conflit entre Bernie Stolar, de Sega of America, et Victor Ireland, président de Working Designs, amène ce dernier à apporter un soutien exclusif à la PlayStation.
La façon dont Sega of America gère les derniers mois de l'existence de la Saturn en Occident a été également très critiquée, Levi Buchanan du site IGN parlant même « d'adieux ignominieux » pour qualifier cette période. Panzer Dragoon Saga est salué par la presse vidéoludique comme étant peut-être le meilleur RPG de la Saturn, en raison de sa présentation cinématographique, de son intrigue évocatrice et de son système de combat unique. En effet, le fait de pouvoir tourner autour des adversaires pour identifier leurs points faibles et la possibilité de modifier les caractéristiques physiques du dragon qui accompagne le héros au combat rajoutent un côté tactique au jeu. Pourtant, Sega édite moins de 20 000 copies du jeu en Amérique du Nord,,. De même, seul le premier des trois épisodes de Shining Force III est édité à l'extérieur du Japon.
La bibliothèque de jeux Saturn est également critiquée pour son manque de suites aux grandes franchises Sega de l'ère Mega Drive, l'absence de jeu exclusif de la série Sonic n'étant que l'aspect le plus connu de ce problème. C'est ainsi que l'annulation par Sega of Japan du troisième épisode d'Eternal Champions, une série de jeux de combat de Sega of America très populaire en Amérique du Nord, est considérée comme une source importante de controverse,,,.
Les derniers jeux édités sur Saturn, comme Guardian Heroes, Nights et Shin Megami Tensei: Devil Summoner: Soul Hackers, recueillent également des critiques positives de la part de la presse vidéoludique. En partie à cause de leur rareté, les jeux Saturn tels que Panzer Dragoon Saga,, et Radiant Silvergun, sont très recherchés et disposent de communautés de fans très actives. En raison de l'échec commercial de la console et des limitations matérielles, les versions prévues pour la Saturn de jeux tels que Resident Evil 2, Shenmue, Sonic Adventure et Virtua Fighter 3 sont annulées au profit de versions Dreamcast,.

## Variantes

### Modèles conçus par Sega
Plusieurs modèles de la Saturn sont produits au Japon. Un modèle actualisé et recoloré en gris clair (officiellement blanc) est lancé au Japon à un prix de 20 000 yens, afin de réduire le prix de la console et d'augmenter son attrait auprès des femmes et des jeunes enfants,. Sega produit également la Saturn Skeleton, basée sur le modèle 2 de la console : commercialisée uniquement au Japon en 1998, elle a la particularité d'avoir une coque et des manettes transparentes.
Sega développe également un système d'arcade reprenant le même hardware que la Saturn, appelé ST-V (pour Sega Titan-Video, Titan en référence à l'un des satellites naturels de Saturne). Celui-ci a pour but de proposer une alternative financière abordable vis-à-vis du système Model 2, ainsi qu'un banc d'essai pour les jeux Saturn à venir. Le ST-V est critiqué pour ses performances relativement faibles par Yū Suzuki, le responsable de la division Sega-AM2. En effet, Virtua Fighter 2 sort en 1995 sur Model 2, et impressionne les observateurs et le public par la qualité de ses graphismes, ce que ne peut offrir le ST-V. Malgré ces limitations, il est pourtant surproduit par Sega. L'entreprise exploite alors la franchise Die Hard dont les droits d'adaptation sont en sa possession. Sega confie aux membres de Sega AM1 travaillant au sein du Sega Technical Institute le développement d'un jeu dérivé sur ST-V, afin d'éliminer les excédents de stocks de ce système d'arcade. Die Hard Arcade devient par la suite le jeu d'arcade de Sega le plus vendu parmi ceux produits aux États-Unis à ce moment-là. Golden Axe: The Duel et Virtua Fighter Kids comptent également parmi les jeux les plus notables sortis sur ce système,.

### Modèles conçus par des entreprises tierces
En 1995, Hitachi lance au Japon un modèle connu sous le nom de Hi-Saturn, qui est une Saturn plus petite que le modèle de Sega. Elle est la première console à être équipée d'une extension MPEG capable de lire des Vidéo CD. Une version plus aboutie de cette console est commercialisée dans le même temps, la Hi-Saturn Navi ; elle est équipée d'un écran LCD destiné à connecter la console à une station de karaoké et d'un récepteur GPS.
L'entreprise JVC commercialise également la V-Saturn sur le marché japonais, identique au modèle 2 de la console originelle.
En novembre 1995, l'entreprise Samsung commercialise la Samsung Saturn, destinée exclusivement au marché sud-coréen. Celle-ci doit concurrencer la Super Nintendo commercialisée par Hyundai et la 3DO vendue par LG Electronics. Or, la production s'arrête en février 1997, en raison du prix trop élevé de la console et du trop faible nombre de jeux disponibles.

## Réception critique et postérité

### Réception critique
Au moment de sa sortie, le magazine Famicom Tsūshin attribue à la Saturn une note de 24 sur 40 points possibles, soit 5 points de plus par rapport à la PlayStation ayant obtenu un 19 sur 40. En juin 1995, Dennis Lynch du Chicago Tribune et Albert Kim du Entertainment Weekly ont tous deux loué la Saturn comme étant la console de jeu la plus avancée sur le marché. Le premier complimente la console pour son lecteur de CD-ROM à double vitesse et ses « capacités de sons remarquables » et le second citant Panzer Dragoon comme une « épopée lyrique et exaltante » qui démontre l'aptitude des nouvelles technologies à « transformer » le secteur vidéoludique,. En décembre 1995, Next Generation attribue à la console trois étoiles et demie sur un total de cinq étoiles possibles, soulignant les atouts de Sega en matière de marketing et d'arcade, mais considérant la complexité du système comme une faiblesse. Dans le guide d'achat accompagnant le numéro de décembre 1996 du magazine américain Electronic Gaming Monthly (EGM), quatre évaluateurs attribuent à la Saturn des notes de 8, 6, 7, et 8 sur 10. Cependant, ces résultats sont moins bons comparés à la PlayStation notée 9, 10, 9, 9 et 9 sur 10 dans ce même guide. En décembre 1998, les évaluations d'EGM restent plus mitigées, les évaluateurs considérant le manque de jeux pour la console comme un problème majeur. Selon Crispin Boyer, critique d’EGM, « la Saturn est le seul système qui peut me faire vibrer un mois et me décevoir totalement le mois suivant ».

### Postérité
Lors de différentes rétrospectives, la Saturn obtient des critiques mitigées, mais les observateurs font généralement l'éloge de sa ludothèque,. Selon Greg Sewart du site 1UP.com, « la Saturn restera dans l'histoire comme l'un des systèmes les plus troublés et les plus grands de tous les temps ». En 2009, IGN désigne la Saturn comme étant la 18e meilleure console de jeux vidéo de tous les temps, louant sa ludothèque unique. Pour les rédacteurs du site, « alors que la Saturn a fini par perdre le concours de popularité à la fois face à Sony et Nintendo, Nights into Dreams, les séries de jeux Virtua Fighter et Panzer Dragoon sont autant d'exemples de titres exclusifs qui ont fait de la console une favorite des fans ». Le magazine Edge note que « les loyalistes endurcis continuent de se souvenir de la console qui a donné naissance à des jeux comme Burning Rangers, Guardian Heroes, Dragon Force et Panzer Dragoon Saga ». En 2015, Keith Stuart du quotidien The Guardian déclare que « la Saturn a peut-être le plus grand nombre de jeux de tir et de combat 2D de l'histoire des consoles ».
Damien McFerran de Retro Gamer juge que « même aujourd'hui, en dépit de la grande disponibilité des suites et des rééditions sur d'autres formats [des jeux Saturn], la Sega Saturn est toujours un investissement rentable pour ceux qui apprécient les styles de jeu uniques des sociétés qui l'ont soutenu ». Adam Redsell, d'IGN, écrit que « l'attitude démoniaque [de Sega] à l'égard du développement des jeux à l'époque de la Saturn et de la Dreamcast est quelque chose que nous ne voyons tout simplement pas en dehors de la scène indépendante d'aujourd'hui ». Le directeur de Necrosoft Games, Brandon Sheffield, explique que « la Saturn était un point d'atterrissage pour les jeux dont le contenu était trop « adulte » pour d'autres systèmes, car c'était la seule [console] qui permettait une classification 18+ au Japon. Certains jeux, comme Enemy Zero l'ont utilisé pour porter l'horreur à de nouveaux niveaux, un pas important pour l'expansion des jeux et de ceux qui les utilisent ». Sewart fait l'éloge des jeux de la première partie de la vie de la Saturn comme étant un « moment fort de Sega en tant que développeur de jeux », la Sonic Team ayant démontré sa créativité et AM2 ayant produit de nombreux portages de jeux d'arcade techniquement impressionnants. Il commente également les nombreuses sorties exclusives au Japon de la Saturn, qui lui font faire le lien avec un boom ultérieur du marché des jeux importés. Travis Fahs, d'IGN, critique le manque d'« idées nouvelles » et les « rares franchises de prestige de la bibliothèque Saturn, qu'il oppose à la production de jeux pour Dreamcast par Sega qu'il juge plus créative ».
Des critiques ont été formulées à l'encontre de la direction de Sega en ce qui concerne la création, le lancement et le suivi de la Saturn. McFerran fustige l'attitude de la direction de Sega à l'époque du développement de la Saturn, affirmant qu'elle s'était « déconnectée à la fois des exigences du marché et de l'industrie ». Bernie Stolar est également critiqué pour sa décision de ne plus soutenir la Saturn. Selon Fahs, « la décision de Stolar d'abandonner la Saturn a fait de lui un méchant aux yeux de nombreux fans de Sega, mais il valait mieux rassembler ses forces que d'engager le prochain combat blessé et meurtri. La Dreamcast serait la rédemption de Stolar ». Stolar défend sa décision en déclarant : « Je sentais que la Saturn faisait plus de mal à l'entreprise qu'elle ne l'aidait. C'était une bataille que nous n'allions pas gagner ». Sheffield estime que l'utilisation par la Saturn de quadrilatères comme forme géométrique de base pour les graphismes 3D a sapé le soutien des développeurs-tiers pour la console, mais parce que « Nvidia avait investi dans les quadrilatères à la même époque, il y a une vague possibilité », qui leur aurait permis de « devenir la norme au lieu des triangles »… « si, d'une certaine façon, par magie, la Saturn avait été la console la plus populaire de cette ère ». Parlant plus positivement du système, Victor Ireland, l'ancien président de Working Designs, décrit la Saturn comme « le début de l'avenir du jeu sur console parce qu'elle a permis aux meilleurs développeurs de penser et de concevoir en ayant en tête pour la première fois une architecture à traitement parallèle ». Justin Towell, dans un article pour GamesRadar, note que la manette 3D de la Saturn a « établi le modèle pour chaque contrôleur qui a suivi, avec des boutons analogiques sur la tranche et un stick (au niveau) du pouce gauche. Je ne vois pas de contrôleurs à trois branches au bureau ces jours-ci »,.
Douglass C. Perry de Gamasutra note que, de son lancement surprise à son échec final, la Saturn « a rendu aigri de nombreux joueurs envers les produits Sega ». Sewart et Levi Buchanan d'IGN citent l'échec de la Saturn comme la principale raison de la chute de Sega en tant que fabricant de matériel informatique, mais Jeremy Parish d'USGamer décrit la Saturn comme « plus un symptôme qu'une cause » du déclin de l'entreprise, qui a commencé avec des extensions pour la Mega Drive qui ont divisé le marché et a continué avec la compétition entre Sega of America et Sega of Japan sur des designs concurrents de la Dreamcast,,. Sheffield dépeint les erreurs de Sega avec la Saturn comme emblématique du déclin plus large de l'industrie japonaise du jeu : « ils se croyaient invincibles, et cette structure et cette hiérarchie étaient nécessaires à leur survie, mais une plus grande flexibilité et une plus grande coopération avec l'Occident auraient pu les sauver ». Selon Stuart, Sega « n'a pas vu les racines d'une tendance dominante, s'éloignant des conversions d'arcade et des aventures traditionnelles de jeux de rôle pour se diriger vers une communauté de développement de [jeux sur] consoles beaucoup plus large avec des idées nouvelles sur le gameplay et la structure [des jeux] ». Matt Paprocki, rédacteur en chef de Pulp365, conclut : « La Saturn est une relique, mais une relique importante, qui représente la dureté du progrès et ce qu'il peut laisser dans son sillage ».